# Трудовая мобилизация в Среднеазиатском военном округе
Трудова́я мобилиза́ция в Среднеазиа́тском вое́нном о́круге — принудительный набор военнообязанных представителей народов Средней Азии и Казахстана для проведения трудовых работ как по месту жительства, так и за его пределами (Урал, Закавказье). Проводилась в 1942—1944 годах. Была связана с нехваткой рабочей силы в условиях Великой Отечественной войны в РСФСР и переизбытком ее в Средней Азии, где было мало промышленных объектов.
В ходе трудовой мобилизации из Средней Азии были вывезены более 300 тысяч местных мужчин. Они работали на стройках и заводах, а также в сельском хозяйстве Урала, Закавказья, Сибири, Центральной России. Правовой статус их был близким к статусу заключенных. Впрочем, такой же правовой статус имели и остальные советские граждане, принудительно мобилизованные на работы.
В конце 1943—1944 годов большинство трудмобилизованных среднеазиатских мужчин было возвращено по месту жительства, где направлены на строительство новых промышленных объектов.
В отличие от трудовой мобилизации периода Первой мировой войны, мобилизация 1942—1943 годов не вызвала восстаний. Трудовая мобилизация привела к увеличению численности представителей коренного населения Средней Азии, получивших фабрично-заводское обучение.

## Предыстория
В России был опыт трудовой мобилизации непризывного населения Средней Азии и Казахстана. В 1916 году царские власти объявили принудительный набор жителей Средней Азии и Казахстана. Указ Николая II от 25 июня 1916 года предписывал провести «реквизицию» инородцев в возрасте от 19 до 43 лет на тыловые работы в прифронтовой полосе. Планировалось набрать 480 тыс. человек. Мобилизация затрагивала только территории Средней Азии и Казахстана, непосредственно входившие в состав Российской империи. Хивинское ханство и Бухарский эмират мобилизацией затронуты не были.
Набор касался представителей народов, которые были освобождены от призыва в армию. Трудовая мобилизация привела к Среднеазиатскому восстанию. Набор был сорван — из запланированных 480 тыс. человек удалось мобилизовать немногим более 100 тысяч.
Советская власть первое время фактически продолжала политику царской власти по отказу от массового призыва представителей коренных народов Средней Азии в армию. РККА в конце 1920-х — первой половине 1930-х годов была малочисленной и насчитывала 500—700 тыс. человек. Поэтому призыв военнослужащих в этот период был невелик, особенно в национальных автономиях. Призывники-мусульмане в основном проходили службу по месту жительства и в особых национальных частях. При этом основная часть военнослужащих несла в национальных частях службу не постоянно, а лишь в периоды лагерных сборов. Командиров для этих частей готовили в специальных военно-учебных заведениях, которые с 1924 года создавались также по национальному признаку. На 1 декабря 1929 года в СССР было девять национальных командных военных учебных школ, в том числе Татаро-Башкирская, Северо-Кавказская горских национальностей, Закавказская пехотная, Закавказская подготовительная и Объединенная Средне-Азиатская.
По переписи 1926 года русские, украинцы и белорусы суммарно составляли 84,6 % личного состава РККА. Из мусульманских народов Средней Азии и Казахстана по переписи 1926 года только узбеки составляли заметное меньшинство и то лишь в Среднеазиатском военном округе — 4,7 % военнослужащих.
Советская власть начала обязательный призыв мусульманской молодежи в РККА 3 июля 1928 года, когда Совет народных комиссаров СССР принял постановление «О призыве на действительную военную службу коренного населения средне-азиатских республик, Дагестанской АССР, горских народов Северного Кавказа». Тем не менее служба проходила по месту жительства и по-прежнему в форме военных сборов. К тому же в армию призывали с 21 года (только в 1936 году призывной возраст снизили до 19 лет).
Впрочем это Постановление не привело к значительным переменам — даже в 1937 году призыву в армию и на флот подвергалась лишь незначительное число выходцев из среднеазиатских народов. Всего в 1937 году в армию и на флот были призваны в СССР 1083755 человек, из которых только 8816 человек (0,8 % призыва) были из среднеазиатских народов.
Перелом наступил в 1939—1941 годах, когда общая численность Красной армии резко возросла и выходцев из Средней Азии стали набирать в нее массово. В призыв 1939 года (с учетом дополнительного призыва начала 1940 года) на военную службу были набраны 186447 представителей народов Средней Азии.
В 1938—1939 годах в РККА был введен принцип экстерриториальности прохождения службы — призывники были обязаны проходить службу вне места своего жительства. 7 марта 1938 года совместное постановление ЦК ВКП(б) и СНК СССР «О национальных частях и формированиях РККА» предписывало:
- Переформировать все национальные части РККА в «общесоюзные с экстерриториальным комплектованием, изменив соответственно дислокацию частей и соединений»;
- «Граждан национальных республик и областей» призывать на военную службу на общих с другими гражданами СССР основаниях.

В итоге значительная часть призывников из Средней Азии была направлена вне места их постоянного жительства в Белорусский и Киевский особый военный округа.
В призыве 1940 года насчитывался 86071 представитель среднеазиатских народов (5,2 % призыва 1940 года). Однако в призыв 1940 года были вновь введены послабления для представителей народов Средней Азии. Приказом заместителя народного комиссара обороны маршала Бориса Шапошникова от 3 сентября 1940 года призыву из Средней Азии, Закавказья и Северного Кавказа подлежали только молодые люди, родившиеся в 1920 году. Уроженцам этих регионов СССР, родившимся в 1921 и 1922 годах (кроме лиц с полным средним образованием) представлялась отсрочка для обучения и оздоровления. Всего такую отсрочку получили 90,2 тысячи человек. При этом с других территорий СССР призывали молодых людей, родившихся в 1920 и в период с 1 января по 31 августа 1921 года (а также родившихся в 1921 и 1922 годах и имевших полное среднее образование).
В январе — феврале 1941 года была проведена приписка допризывников 1922 года рождения (а также учащихся средних школ и техникумов и студентов вузов 1923 года рождения), которая выявила в Среднеазиатском военном округе 64,5 тысячи человек, не владевших русским языком.
К июню 1941 года в Красной Армии было множество военнослужащих, набранных из коренного населения Средней Азии и Казахстана. Предвоенная коренизация привела к тому, что многие из этих призывников не знали русского языка и были либо неграмотными, либо малограмотными. Кроме того, значительная часть состоявших на воинском учете к 1941 году не имела никакой военной подготовки. С 10 апреля по 15 мая 1941 года в соответствии с мобилизационным планом была проведена приписка к воинским частям младшего и рядового состава запаса (по 14 возрастам), которая показала, что в Среднеазиатском военном округе на воинском учете состояли 2088 тыс. человек, из которых 76 % принадлежали к местным национальностям и 67,8 % из них не были обучены военному делу.
Отправка населения на принудительные работы в рамках повинностей (как за плату, так и без платы) существовала в СССР еще в довоенный период и была законодательно оформлена. С конца 1920-х годов для сельского населения существовала трудгужповинность, заключавшаяся в обязанности отрабатывать (на условиях оплаты) на рубке, вывозе и погрузке леса. С конца 1920-х годов в СССР существовала практика принудительного организационного набора колхозников (трудоспособных мужчин от 16 до 55 лет и женщин от 16 до 45 лет) для заготовки торфа. В ноябре 1928 года в СССР была введена дорожная повинность: сельское население должно было бесплатно строить и ремонтировать дороги, дорожные сооружения (мосты, плотины).

### Численность и состав рабочей силы в Среднеазиатском военном округе 1939—1942 годах
По данным на 19 января 1939 года на территории 5-ти республик Среднеазиатского военного округа проживали 16,6 млн человек:
- Узбекская ССР — 6,3 млн;
- Казахская ССР — 6,1 млн;
- Таджикская ССР — 1,5 млн;
- Киргизская ССР — 1,5 млн;
- Туркменская ССР — 1,3 млн.

К началу войны на учете в Среднеазиатском военном округе состояли более 2 млн военнообязанных:
- 493,2 тысячи русских, украинцев и белорусов;
- 1594,8 тысяч лиц местных национальностей (в том числе 762,4 тысячи узбеков, 400,3 тысячи казахов, 193,6 тысяч таджиков, 128,1 тысяча киргизов, 110,4 тысячи туркмен).

Национальный состав населения Среднеазиатского военного округа по переписи 1939 года был следующим:
- Русские, украинцы и белорусы — 27,2 %;
- Узбеки — 29 %
- Казахи — 16,2 %;
- Таджики — 7,5 %;
- Киргизы — 5,9 %;
- Туркмены — 4,4 %.

По национальному составу из республик выделялся Казахстан. В Казахской ССР коренные народы были в меньшинстве, а преобладало европейское население. Это было связано с двумя причинами. Во-первых, из-за голода значительная часть казахов погибла или вынуждены была бежать в Китай. По переписи 1939 года в Казахстане численно преобладало русское население.
Во-вторых, в Казахстан были в 1936—1941 годах принудительно переселены представители неместных народов — советские корейцы, поляки, социально чуждые элементы из новых западных территорий СССР.
В четырех среднеазиатских республиках (Туркменской, Таджикской, Узбекской и Киргизской ССР) к началу войны численно преобладало коренное мусульманское население, а европейское население было сосредоточено в основном в городах. За 1939—1941 годы благодаря высокой рождаемости среднеазиатских народов численность населения округа возросла. Кроме того, в 1941—1942 годах в Среднеазиатский военный округ эвакуировались (как самостоятельно, так и организованно) немало жителей Европейской части СССР.

### Мобилизации среднеазиатских народов в Красную армию и создание рабочих колонн (1941—1942 годы)

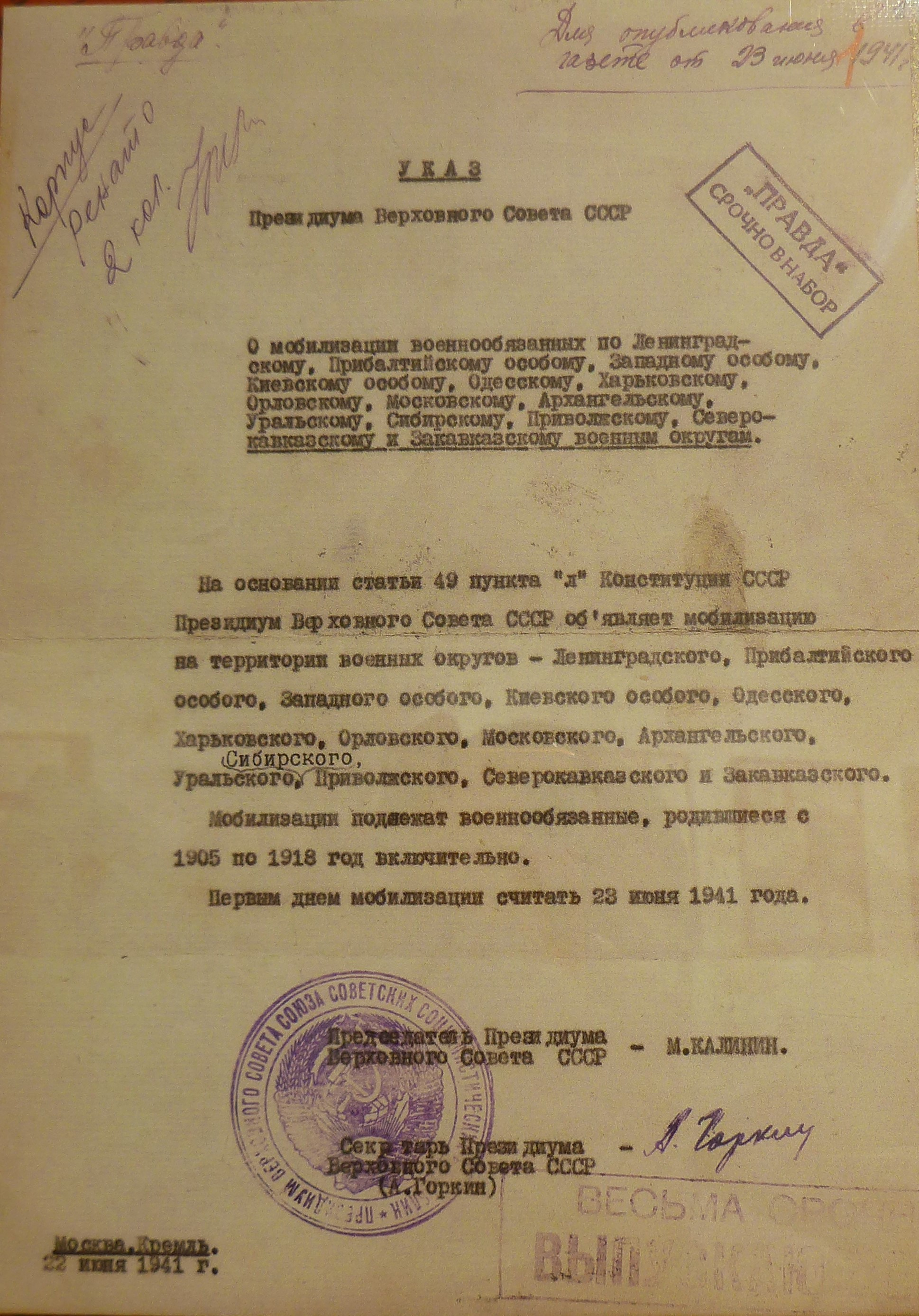
Указ о мобилизации в РККА от 22 июня 1941 года военнообязанных 1905—1918 годов рождения. Среди округов, где объявлена мобилизация, нет Среднеазиатского, но есть Северокавказский и Закавказский

В конце сентября 1941 года распоряжением командующего войсками Среднеазиатского военного округа «в целях очистки запасных частей от морально-разложившихся, политически неустойчивых и физически непригодных к службе элементов», из запасных частей были уволены в запас представители среднеазиатских народов, а также лица, имевшие судимость, родственников за границей и тому подобные. Увольнению в запас подлежали узбеки, таджики, туркмены, казахи, каракалпаки, киргизы, уйгуры, дунгане и бухарские евреи. В итоге по пяти запасным частям САВО (79-му запасному стрелковому полку, 32-й запасной стрелковой бригаде, 16-му запасному кавалерийскому полку, 13-му запасному автомобильному полку и 86-му запасному зенитному артиллерийскому полку) насчитывалось 12 295 человек, которые подлежали увольнению в запас. В начале октября 1941 года было объявлено о формировании в Среднеазиатском военном округе для использования в народном хозяйстве рабочих колонн штатной численностью в 1000 человек каждая. С этого времени новобранцы среднеазиатских национальностей обращались на укомплектование рабочих колонн. При этом было решено, что представители коренных национальностей не должны назначаться в рабочие колонны для труда на территории Среднеазиатского военного округа. В итоге в рабочие колонны были зачислены 135 327 человек, среди которых были следующие национальности:
- 58 346 узбеков;
- 28 776 казахов;
- 14 955 таджиков;
- 11 532 киргиза;
- 10 016 туркмен;
- 2109 каракалпаков;
- 531 уйгуров.

В документах новобранцев, зачисленных в рабочие колонны, называли по-разному: «контингент, не являющийся полноценным в политическом и боевом отношении», «неполноценный личный состав» и «неполноценный контингент». При этом штаб Среднеазиатского военного округа разрешал направлять в воинские части некоторых представителей среднеазиатских национальностей. Например, штаб округа указывал подчиненным командирам: «наиболее ценный для вас контингент можете отобрать, остальных вернуть в военкоматы». В распоряжении заместителя начальника штаба Среднеазиатского военного округа полковника Коничева было положение о том, что представители национальностей, предназначенных к отсеву, служившие ранее в Красной армии (а также лица, выписанные из госпиталей), должны были оставаться в составе частей.
В конце 1941 года были восстановлены национальные части, от которых отказались перед войной. Постановление Государственного комитета обороны № 894 от 13 ноября 1941 года «О национальных войсковых соединениях» предусматривало создание национальных воинских частей на следующих принципах:
- Личный состав набирать из мужчин местных национальностей не старше 40 лет;
- Командиров набирать из кадров местных национальностей, но при недостатке таковых командный состав доукомплектовывать русскими;
- Обмундирование, снаряжение, седла, фураж, холодное и частично огнестрельное оружие обеспечить за счет союзных и автономных республик.

На основании постановления Государственного комитета обороны № 894 в Средней Азии были сформированы следующие соединения:
- 3 казахские кавалерийские дивизии (№ 95, 105 и 106);
- 2 туркменские кавалерийские дивизии (№ 97 и 98);
- 5 узбекских кавалерийских дивизий (№ 99, 100, 101, 102, 103);
- 1 таджикская кавалерийская дивизия (№ 104);
- 3 киргизские кавалерийские дивизии (№ 107, 108 и 109);
- 2 отдельные казахские стрелковые бригады (№ 100 и 101);
- 2 отдельные туркменские стрелковые бригады (№ 87 и 88);
- 9 отдельных узбекских стрелковых бригад (№ 89, 90, 91, 92, 93, 94, 95, 96, 97);
- 2 отдельные таджикские стрелковые бригады (№ 98 и 99).

Штатная численность кавалерийской дивизии была 4403 человека, а стрелковой бригады — 4333 человека. 20 марта 1942 года постановление Государственного комитета обороны № 1473 выделило для национальных частей Среднеазиатского военного округа 48 380 продовольственных и 53 364 фуражных пайков. Однако выяснилось, что 67 % военнообязанных запаса Среднеазиатского военного округа не было обучено военному делу, а многие призывники не знали русского языка. Кроме того, не хватало командного состава.
На укомплектование этих национальных соединения были направлены остававшиеся в запасных частях военнообязанные среднеазиатских национальностей, которых не успели направить в рабочие колонны.
Значительная часть среднеазиатских соединений была расформирована вскоре после создания и в боях участия не приняла. В марте 1942 года Ставка Верховного Главнокомандования расформировала 96-ю и 106-ю казахские, 98-ю туркменскую, 109-ю киргизскую, 100, 101, 102, 103, 108-ю узбекские кавалерийские дивизии, 89, 91, 92, 93, 95, 96, 97-ю узбекские, 98-ю и 99-ю таджикские, 88-ю туркменскую отдельные стрелковые бригады. Их людской и конский состав было предписано передать на доукомплектование оставшихся в Среднеазиатском военном округе пяти кавалерийских дивизий (казахской, киргизской, туркменской, узбекской и таджикской) и пяти стрелковых бригад (две узбекские, две казахские и одну туркменская), а также запасных полков.
В связи с созданием национальных частей в Среднеазиатском военном округе фактически был постепенно возобновлен призыв в Красную Армию на общих основаниях. Сначала призыв провели в двух республиках округа — Казахской и Узбекской ССР. 11 апреля 1942 года постановление Государственного комитета обороны № 1575сс призвало в армию наиболее качественный контингент призывников среднеазиатских национальностей 1922 и 1923 годов рождения, а также военнообязанных не старше 30 лет в количестве 150 тысяч человек (50 тысяч казахов и 100 тысяч узбеков). Во исполнение решения Государственного комитета обороны командующий войсками округа приказал военным комиссарам Казахской и Узбекской ССР подбирать прежде всего граждан, ранее служивших в армии (прошедших подготовку в системе Всевобуча), обеспечив партийно-комсомольскую прослойку среди них не менее 20 %. В начале августа 1942 года в Среднеазиатском военном округе были призваны граждане 1924 года рождения вне зависимости от национального признака — «полностью все граждане».
В сентябре 1942 года комиссия под руководством Климента Ворошилова провела комплексную проверку боеготовности некоторых среднеазиатских стрелковых бригад. Проверка показала, что после восьмимесячной подготовки казахские и узбекские бригады небоеспособны.
Шесть среднеазиатских соединений были брошены на фронт, но просуществовали недолго. Две узбекские стрелковые бригады (№ 90 и 94) пробыли на фронте от 2-х до 4-х месяцев, потеряли свою боеспособность из-за боевых потерь и были расформированы. 87-я узбекская стрелковая бригада была переформирована в 76-ю стрелковую дивизию.

## Причины трудовой мобилизации в Среднеазиатском военном округе и первые мобилизации 1941—1942 годов
На Урале, где до войны был ряд оборонных заводов (кроме того в 1941—1942 годах на Урал эвакуировали оборудование 788 заводов, из которых 212 — в Свердловскую область) мужской рабочей силы не хватало из-за того, что значительная часть рабочих была призвана в армию. Заменить их военнопленными, как в Первую мировую войну, было невозможно — до 1943 года численность иностранных военнослужащих в советском плену была небольшой. Так за весь 1941 год от боевых подразделений РККА были приняты специальными армейскими пунктами 9,1 тысяча военнопленных и интернированных. Тем не менее уже весной 1942 года началась отправка пленных на работы. В мае 1942 года в Свердловскую область прибыл первый эшелон военнопленных. Так в августе 1942 года в Свердловской области находились около 6 тысяч иностранных военнопленных. Но этого было явно недостаточно для обеспечения промышленности рабочей силой. Хотя с 1942 года широкое распространение получил вывод бывших солдат и офицеров вражеских армий на стройки и предприятия Свердловской области.
В то же время в результате немецкого наступления на юге к осени 1942 года СССР потерял ряд территорий, с которых можно было провести мобилизацию. К тому же нужно было пополнять армию, понесшую потери в 1942 году. В конце 1942 года из пограничников Среднеазиатского и двух других округов сформировали будущую 70-ю армию, которую направили на фронт.
Мобилизации населения на работы начались в СССР с первых дней войны. Уже 2 июля 1941 года вышло постановление Совета народных комиссаров СССР «О привлечении учащихся 7-10 классов неполных средних и средних школ к сельскохозяйственным работам». Летом — осенью 1941 года в СССР началась мобилизация на сельскохозяйственные работы городского населения. Так 23 июля 1941 года совместное постановление Совета народных комиссаров Башкирской АССР и Бюро Башкирского обкома ВКП (б) предусматривало направление в колхозы Башкирии не менее 50 тысяч трудоспособных жителей Уфы. В Башкирии даже перенесли начало учебного года для старших классах средних школ, техникумов и вузов на 15 октября 1941 года, чтобы направить учащихся и преподавателей на уборку урожая в колхозы и совхозы (затем срок такой трудовой повинности по уборке урожая продлили до 1 ноября 1941 года).
К концу 1942 года советское государство мобилизовало на военное производство категории населения, которые раньше не привлекались к труду: в феврале 1942 года мобилизовали все трудоспособное городское население, а со второй половины 1942 года мобилизовали даже инвалидов III группы. Тем не менее, численность рабочей силы в СССР падала катастрофически. В начале 1941 года рабочих и служащих в хозяйстве СССР было 31,5 млн человек, а в конце 1941 года — только 18,5 млн человек.
С осени 1941 года по октябрь 1942 года в Среднеазиатском военном округе прошли несколько трудовых мобилизаций. В октябре 1941 года в трест № 36 Комсомольска-на-Амуре, который вел строительство судостроительного завода, была направлена рабочая колонна из Средней Азии.

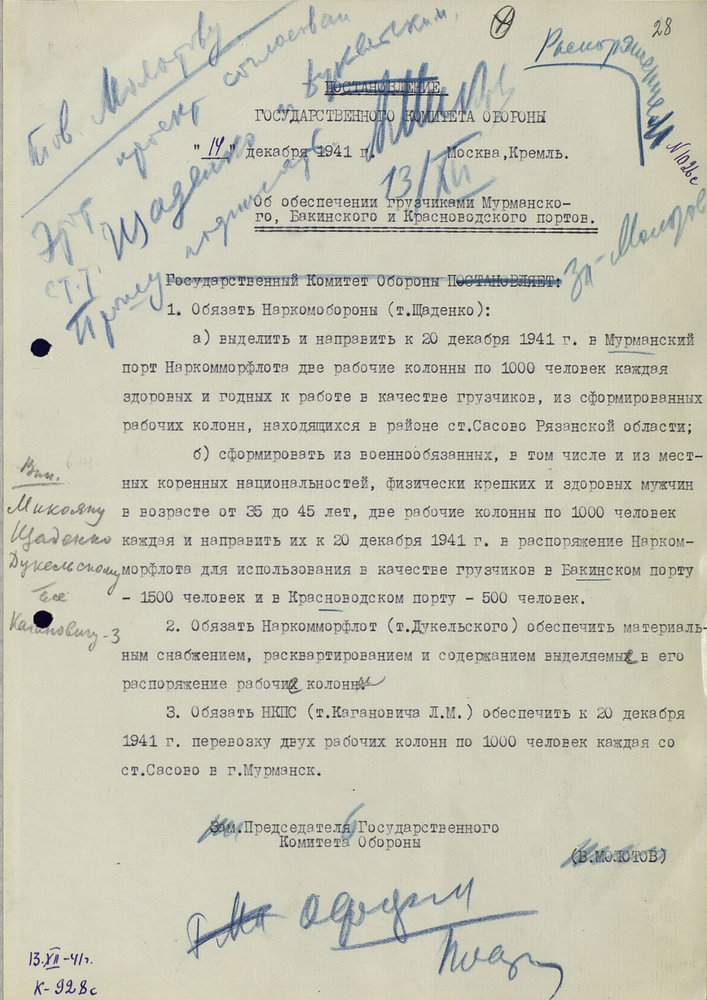
Распоряжение Государственного комитета обороны от 14 декабря 1941 года о мобилизации военнообязанных на работы грузчиками в Баку и Красноводск

Практика формирования рабочих колонн в 1941 году была распространена не только в Средней Азии. Прежде всего в рабочие колонны стали отправлять представителей тех народов, которых считали ненадежными. Так, 8 сентября 1941 года директива народного комиссара обороны № 35105 предписала «изъять из частей, академий, военно-учебных заведений и учреждений Красной армии, как на фронте, так и в тылу, всех военнослужащих рядового и начальствующего состава немецкой национальности и послать их во внутренние округа для направления в строительные батальоны» (при этом командиры и комиссары соединений могли подавать военным советам фронтов мотивированные ходатайства об оставлении немцев в частях). Директива заместителя наркома обороны и начальника Главупраформа Е. А. Щаденко № 0477 от 9 декабря 1941 года предусматривала формировании рабочих колонн из следующих контингентов: немцы, болгары, финны, румыны, турки, японцы, китайцы, корейцы, западные украинцы и белорусы, народы Прибалтики, уроженцы Северной Буковины. В частности, в начале 1942 года из эстонцев комплектовались лесозаготовительные отряды, которые работали в Архангельской области. Однако вскоре народы Прибалтики вновь стали призывать в армию. Так, были скомплектованы сразу две эстонские стрелковые дивизии (7-я и 249-я), а эстонцев из рабочих колонн стали направлять на комплектование стрелковых частей.
В июле 1942 года распоряжение заместителя наркома обороны Е. А. Щаденко № М/1/292620 установило, что увольняются из рядов Красной армии с немедленной отправкой в распоряжение треста «Молотовуголь»:
- Выходцы из западных областей СССР (украинцы, белорусы, поляки, уроженцы Бессарабии и Северной Буковины);
- Немцы;
- Финны (кроме уроженцев СССР, «не вызывавших сомнений»);
- Итальянцы, румыны, венгры, болгары, греки, турки, японцы, китайцы, корейцы «и другие национальности воюющих с нами стран».

Из этого перечня видно, что в июле 1942 года народы Прибалтики уже не рассматривались как подлежащие увольнению из Красной армии.
Мобилизацию в рабочие колонны проводили также в случаях, когда срочно требовалась рабочая сила. Распоряжение Государственного комитета обороны от 14 декабря 1941 года предписывало Народному комиссариату обороны СССР мобилизовать военнообязанных (в том числе местных национальностей) для работы грузчиками в Красноводске и Баку:

…сформировать из военнообязанных, в том числе и из местных коренных национальностей, физически крепких и здоровых мужчин в возрасте от 35 до 45 лет, две рабочие колонны по 1000 человек каждая и направить их к 20 декабря 1941 г. в распоряжение Наркомморфлота для использования в качестве грузчиков в Бакинском порту — 1500 человек, и в Красноводском порту — 500 человек.
Указ Президиума Верховного Совета СССР «О мобилизации на период военного времени трудоспособного городского населения для работы на производстве и строительстве» от 13 февраля 1942 года устанавливал, что на промышленные объекты, в строительство и на транспорт привлекаются следующие категории горожан, неработающих в государственных учреждениях и на предприятиях:
- Мужчины в возрасте с 16 до 55 лет;
- Женщины в возрасте от 16 до 45 лет.

От мобилизации согласно этому Указу от 13 февраля 1942 года освобождались женщины, имевшие детей в возрасте до 8 лет. Однако 7 августа 1943 года Президиум Верховного совета СССР внес в указ от 13 февраля 1942 года изменения: теперь освобождались только женщины с детьми до 4-х лет, а женщин с детьми в возрасте от 4-х до 8 лет разрешалось мобилизовать (при условии, что руководители предприятий и строек предоставят им места в детских садах).
Оба указа распространялись на горожан Средней Азии и Казахстана из числа коренных народов. В 1942 году было мобилизовано местное население для работы на следующих объектах:
- Узбекская ССР — жители Ташкента, Бухары и Самарканда были мобилизованы для работы на двух обувных фабриках и кожевенном заводе Народного комиссариата легкой промышленности Узбекской ССР;
- Киргизская ССР — 300 жителей Токмака мобилизованы на сахарный завод;
- Казахская ССР — 2 тыс. человек из Кокчетава мобилизованы на завод № 621, а 500 жителей Балхаша на завод № 517 и на медеплавильный завод.

Всего с 12 февраля по 15 сентября 1942 года в республиках Средней Азии и в Казахской ССР было мобилизовано 57 763 человека (планировали мобилизовать 110 420 человек). План мобилизации не выполнили все республики. В период с 12 февраля по 15 сентября 1942 года по республикам данные по мобилизации были следующими:
- Узбекская ССР — 26 817 чел. (73,25 % плана);
- Киргизская ССР — 7072 чел. (67,80 % плана);
- Казахская ССР — 14 786 чел. (54,84 % плана);
- Туркменская ССР — 8858 чел. (25,29 % плана);
- Таджикская ССР — 230 чел. (16,43 % плана).

Таким образом, мобилизация горожан прошла неравномерно. Узбекистан, Казахстан и Киргизия выполнили более половины плана. Туркмения выполнила около четверти плана, а Таджикистан лишь одну шестую часть. В целом же по СССР мобилизовали с 12 февраля по 15 сентября 1942 года 523599 человек.
Большинство представителей коренных народов Средней Азии и Казахстана проживали в сельской местности и поэтому их не касался Указ о мобилизации горожан от 13 февраля 1942 года.
Набор жителей Средней Азии в начале войны имел место также на предприятия Народного комиссариата авиационной промышленности. На это указывают косвенные данные. Так 24 марта 1942 года Народный комиссариат авиационной промышленности затребовал 4 тысячи бланков трудовых книжек на узбекском языке.
В начале 1942 года была законодательно закреплена практика мобилизации горожан на сельскохозяйственные работы. Постановление Совета народных комиссаров СССР и ЦК ВКП (б) от 13 апреля 1942 года № 50754 разрешило совнаркомам республик, краевым и областным исполкомам в 1942 году в наиболее напряженные периоды сельхозработ привлекать к ним незанятое городское население, а также лиц мужского пола от 14 до 55 лет и женского пола от 14 до 50 лет, не работавших на предприятиях промышленности и транспорта, часть служащих государственных, кооперативных и общественных учреждений, и в первую очередь из органов Наркомзема и Наркомсовхозов и учащихся 6-10 классов.
Это постановление было опубликовано в «Правде».
Такие мобилизации на сельскохозяйственные работы шли, как правило, дважды в год и коснулись в том числе национальных меньшинств. Например, в Марийской АССР в рамках таких мобилизаций были мобилизованы:
- в 1942 году — 25,1 тысяча человек;
- в 1943 году (данные на 25 августа) — 14124 человека;
- в 1944 году (данные на 30 августа) — 17,9 тысяч человек.

Состав этих мобилизованных на сельскохозяйственные работы в автономной Марийской АССР в 1942 году был такой:
- 1095 человек городского трудоспособного населения, не работающего на предприятиях;
- 2615 служащих;
- 5062 человек эвакуированного населения;
- 14009 школьников (в том числе 12060 человек, работавших в своих колхозах);
- 1949 человек, направленных организациями;
- 2279 человек прочего населения.

До октября 1942 года была проведена мобилизация призывников-корейцев Средней Азии. По состоянию на 5 октября 1942 года на строительстве
электромеханического завода в Чирчике были направлены из «корейских»
колхозов «Красный Восток», «Новая жизнь», «Восточный партизан», им. Буденного и им. Стаханова по 20 человек и из колхозов им. Димитрова и им. ОГПУ — по 15 человек.
В 1941—1942 годах были проведены первые опыты по отправке среднеазиатских рабочих на предприятия Урала. С 1 июля 1941 года рабочие из Среднеазиатского военного округа работали на предприятиях Магнитогорска. С февраля 1942 года рабочие из Узбекской ССР трудились на Челябинском заводе имени Серго Орджоникидзе.
Доктор исторических наук А. В. Сперанский в 2015 году привел следующие данные по трудмобилизованным:
К январю 1942 года трудармейцев, выполнявших в основном подсобные работы, насчитывалось на Урале около 290 тыс. Из них 96 тыс. были мобилизованные из Средней Азии и Казахстана
В августе 1942 года в Красноярский край прибыл первый эшелон с трудмобилизованными из Средней Азии.
Таким образом причиной мобилизации жителей Средней Азии было недостаточное развитие военного производства по месту их жительства и потребность в рабочей силе на заводах Урала и Сибири, которую не удавалось закрыть за счет местных источников и военнопленных. Кроме того, к октябрю 1942 года в Среднеазиатском военном округе было большинство военнообязанных мужчин СССР, которых еще не призвали в армию. На 15 сентября 1942 года в СССР насчитывалось призывников и военнообязанных в возрасте до 50 лет (кроме тех, кому была предоставлена бронь):
- 1160,6 тысяч человек годных к строевой службе;
- 463,8 тысяч человек ограниченно годных к военной службе.

Общая численность военнообязанных в СССР на 15 сентября 1942 года составляла 1624,4 тысячи человек. Причем их число быстро убывало. На 1 ноября 1942 года в СССР оставалось военнообязанных: 1003 тысячи годных к строевой службе и 336,3 тысячи ограниченно годных. На 15 декабря 1942 года в СССР осталось только 866,7 тысяч военнообязанных годных к строевой службе.
На 1 октября 1942 года в Среднеазиатском военном округе насчитывалось 841,4 тысячи годных к строевой службе военнообязанных запаса: 378,6 тыс. узбеков (45 %), 109,4 тыс. таджиков (13 %), 92,5 тыс. казахов (11 %), 54,7 тыс. туркменов (6,5 %), 50,5 тыс. киргизов (6 %). Русских, украинцев и белорусов было среди годных к строевой службе в Среднеазиатском военном округе только 84,1 тыс. человек (10 %). То есть в Среднеазиатском военном округе в этот период было сосредоточено более половины всех военнообязанных Советского Союза. Большинство из них относилось к местным национальностям.
Мобилизовать в промышленность из народов Северного Кавказа было практически некого. На 1 ноября 1942 года в Закавказье и на неоккупированной части Северного Кавказа числилось 110 тысяч человек годных к строевой службе и 97,2 тысячи человек годных к нестроевой службе. Кроме того, на расположенном вблизи линии фронта Кавказе в 1942 году прошли трудовые мобилизации местных жителей, которых использовали на строительство дорог и укреплений. Так, на Кубани укрепления строили более 120 тысяч человек, а на Ставрополье около 117 тысяч человек. В 1941—1942 годах около 20 тысяч человек работали на строительстве прифронтовой железной дороги Астрахань — Кизляр.
Восполнить нехватку рабочей силы за счет ссыльных и заключенных было невозможно. В 1941 году многие заключенные были освобождены по амнистии и отправлены на фронт. Затем стали призывать в армию раскулаченных-трудпоселенцев. На 1 октября 1941 года в СССР в трудовых поселках находились 936547 человек. В начале войны их стали призывать в небольших количествах — в строительные батальоны и кадровые части. До на 1942 года призвали 3761 человека. В 1942 году была проведена мобилизация в армию среди трудпоселенцев: были приняты два постановления Государственного комитета обороны № 1575сс от 11 апреля 1942 года (о призыве 35 тысяч человек) и № 2100 от 26 июля 1942 года (о призыве 15 тысяч человек). При этом призыву подлежали лица до 35 лет, которые на момент ссылки были детьми и подростками, а взрослые главы семей призыву не подлежали. По данным на 1 ноября 1942 года, из мест трудовой ссылки были призваны 60747 человек. На начало 1943 года в трудовых поселках СССР оставались около 75 тысяч человек призывных возрастов. Мобилизация трудпоселенцев привела к сокращению численности рабочей силы в трудовых поселках. Приказом НКВД СССР от 22 октября 1942 года № 002303 призванный в РККА трудпоселенец, его жена и дети снимались с учета трудовой ссылки, получали паспорта и могли выехать из трудового поселка по своему выбору, «за исключением тех мест, для выезда куда требовалось особое разрешение органов НКВД в связи с войной». Это решение привело к тому, что многие члены семей трудпоселенцев снялись с учета и выехали из спецпоселков. К 10 декабря 1942 года в СССР снялся с учета 29341 член семей призванных трудпоселенцев.
Нехватка рабочей силы сохранялась и в первой половине 1943 года (то есть уже после массовой трудовой мобилизации жителей Средней Азии в конце 1942 — начале 1943 годов). Так, 17 мая 1943 года начальник «Челябметаллургстроя» А. Н. Комаровский сообщал секретарю ЦК ВКП(б) Г. М. Маленкову, что на строительстве Челябинского металлургического завода имеется лишь 40 % запланированной рабочей силы. Поэтому А. Н. Комаровскому было дано задание набрать жителей Средней Азии.

## Начало трудовой мобилизации
14 октября 1942 года Государственный комитет обороны СССР объявил о мобилизации 350 тыс. человек из Среднеазиатского военного округа. Для обеспечения их набора была создана специальная комиссия Государственного комитета обороны. На первом заседании этой комиссии было выдано нарядов на мобилизацию более 250 тыс. человек.
Трудовая мобилизация сопровождалась резким увеличением призыва в Красную армию жителей Средней Азии во второй половине 1942 — первой половине 1943 года. Численность представителей пяти крупнейших коренных народов Средней Азии (казахов, узбеков, таджиков, туркмен и киргизов) в Красной армии составляла:
- На 1 июля 1942 года — 191568 человек;
- На 1 января 1943 года — 377030 человек;
- На 1 июля 1943 года — 447380 человек;
- На 1 января 1944 года — 642436 человек.

Из этих данных видно, что за II полугодие 1942 года численность среднеазиатских военнослужащих в Красной армии увеличилась (без учета потерь) почти вдвое. За 1943 год рост численности среднеазиатских военнослужащих (без учета потерь) составил еще 265406 человек. Эти данные не учитывают боевые потери среднеазиатских новобранцев, которые были в 1942—1943 годах заметно выше, чем у военнослужащих-славян. Причины заключались в том, что удельный вес среднеазиатских военнослужащих был особенно высок среди рядового состава стрелковых соединений, который нес наибольшие потери. Так, на 1 января 1943 года представители народов Средней Азии и Закавказья (444,7 тысяч человек, из которых 377,0 тысяч человек были из Средней Азии) составляли 7,26 % численности Красной армии, 8,71 % численности действующих войск, а также 10,06 % рядового состава действующих войск. Это было связано с тем, что основная масса набранных из Средней Азии и Закавказья была без опыта военной службы с низким уровнем образования, проходила в учетных документах как «годные необученные» и «ограниченно годные (необученные)», не владела русским языком и потому проще всего ее можно было обучать на специальность стрелка.
В результате в 1942 году потери среди среднеазиатских военнослужащих были выше, чем в среднем по Красной армии. По состоянию на 1 января 1943 года представители народов Средней Азии и Закавказья составляли 11,72 % раненых и больных Красной армии.

## Набор и транспортировка трудмобилизованных среднеазиатских рабочих
Постановление ГКО требовало, чтобы трудмобилизованный из Среднеазиатского военного округа прибыл на сборный пункт, имея при себе следующее:
- зимнюю одежду;
- запас белья, постельные принадлежности;
- кружку, ложку;
- запас продовольствия сроком на 10 дней. Призывник мог получить продовольствие на этот срок за наличный расчет.

При мобилизации часто не проводили медосмотра. Так, Ташкентский областной военный комиссариат отправлял на Урал трудмобилизованных, не проводя медицинского осмотра, что приводило к отбраковке по месту прибытия.
Отдельные военные комиссариаты среднеазиатских республик и Казахской ССР набирали и отправляли на Южный Урал мужчин 55 — 56 лет, тогда как предельный возраст был установлен Постановлением Государственного комитета обороны в 50 лет. Многие из них умирали на предприятиях, куда были направлены. Например, на Челябинском заводе № 78 за период с февраля по июль 1943 года умер 21 трудмобилизованный старше 50 лет.
Есть предположительные данные об отправке на Урал некоторого количества подростков из Средней Азии. Так, по воспоминаниям, среднеазиатские подростки работали на Невьянском машиностроительном заводе.
К набору привлекались комиссии из числа тех предприятий, где должны были работать трудмобилизованные. Например, из Челябинска в Ташкент в 1943 году выехала комиссия Управления строительства «Челябметаллургстроя», которая на месте произвела отбор военнообязанных для отправки на свою Першинскую площадку.
Практика отправки ненадлежащего по возрастному составу контингента в рамках мобилизаций была характерна не только для Средней Азии. Так, в августе 1943 года Кагановичский райком партии и райисполком Свердловска вместо положенных по разнарядке 1 500 человек отправили в Ачитский район только 554 человека, среди которых были больные, престарелые, дети до 12 лет и лица, освобожденные из мест заключения и не имевшие необходимой одежды и обуви. Из них 68 человек сразу отправили обратно как неспособных к сельхозработам.
Предполагалось, что трудмобилизованные приедут к месту работы в течение 10 дней — именно на этот срок они брали с собой продовольствие. Но некоторые эшелоны с трудмобилизованными из Средней Азии и Казахстана шли на Урал месяц и более. По пути они должны были получать пищу и кипяток. В начале марта 1943 года в Карабаш (Челябинская область) прибыли трудмобилизованные из Киргизской ССР, которые были в пути 35 суток. Длительные задержки с доставкой эшелонов привели к тому, что Постановление ГКО № 2923с «О перевозках военнообязанных в среднеазиатских республиках для работы в промышленности, строительстве железных дорог и промышленных предприятий» приостановило до 1 апреля 1943 года отправку трудмобилизованных из Среднеазиатского военного округа в европейскую часть СССР.
По прибытии среднеазиатских рабочих встречали торжественно. Так в Орске железнодорожный эшелон со среднеазиатскими рабочими представители нефтеперегонного завода имени Чкалова встретили с музыкой, приготовили чай. После этого трудмобилизованных отправили на дезинфекцию, в парикмахерскую и в баню.
По прибытии среднеазиатским рабочим давалось от двух до пяти дней на размещение и оформление на работу.

## Численность и распределение трудмобилизованных по местностям отправки
Общая численность мобилизованных на работы из Среднеазиатского военного округа за период войны составила (согласно книге М.Я. Сухаря, изданной в 1981 году) 628,9 тысяч военнообязанных, которые работали на 681 предприятии.
Трудмобилизованных Среднеазиатского военного округа направляли по следующим местам:
- Закавказье;
- Урал. Здесь весной 1943 году был 41,5 % трудмобилизованных из Среднеазиатского военного округа[32];
- Средняя Азия;
- Сибирь;
- Европейская часть СССР.

Использовались трудмобилизованные на разных работах. Много их было занято в строительстве. В Челябинской области среднеазиатские рабочие трудились в леспромхозах. В той же области среднеазиатских рабочих использовали на сельскохозяйственных участках в деревнях.
Практика отправки трудмобилизованных за пределы регионов их жительства не была уникальной для Средней Азии. Такая отправка практиковалась и в отношении трудмобилизованных из других местностей СССР. В августе 1942 года из Свердловской области на сельхозработы в Омскую область направили 7 тысяч горожан. В 1943–1944 годах сельское население Курганской области массово мобилизовывали для работы на заводах и шахтах Челябинской области. В Татарской АССР в 1943 году общее число мобилизованных составляло 26336 человек, из которых 6454 человека были посланы на торфоразработки в Московскую, Горьковскую и Ивановскую области. Разница заключалась в том, что в Татарии (на нее в 1943- 1944 годах не распространялось временное освобождение части местных военнообязанных от призыва в армию) мобилизация проводилась не только в отношении мужчин (как в Средней Азии), но и в отношении женщин. Так около 20 женских бригад из Татарской АССР работали на Туголесских торфяных предприятиях около Москвы.

### Европейская часть СССР и Закавказье
Трудмобилизованные из Среднеазиатского военного округа работали на объектах в Московской, Тульской, Ярославской, Кировской, Горьковской, Куйбышевской, Пензенской, Сталинградской областей, Татарской и Чувашской АССР. В Татарскую АССР в феврале 1943 года прибыли 1112 среднеазиатских рабочих, которые трудились на казанском заводе имени В.И. Ленина.
С 1943 года в Тульской области трудились среднеазиатские корейцы. На
апрель 1945 года в Тульской области было 844 корейца, а во втором квартале 1945 года их стало уже 1027 человек. Трудмобилизованные корейцы также трудились на шахтах Воркуты и Ленинградской области.
23 марта 1944 года вышло Постановление Государственного комитета обороны № 5461с «О строительстве Закавказского металлургического завода в Грузинской ССР» . С 13 апреля по 24 сентября 1944 года в Грузию из Средней Азии отправили 4403 человека.

### Сибирь
Часть среднеазиатских рабочих была отправлена на трудовую деятельность в Сибирь — Красноярский и Алтайский края, Кемеровскую и Новосибирскую области. В Красноярском крае трудмобилизованные из Среднеазиатского военного округа трудились на следующих объектах:
- Завод «Красный Профинтерн» — 1325 узбеков и туркмен;
- Завод № 4 им. Ворошилова — 234 узбека;
- Шахты Канского рудоуправления — 269 казахов и узбеков;
- Черногорские шахты — 257 узбеков.

В Красноярском крае на октябрь 1943 года трудились трудмобилизованных из Среднеазиатского военного округа:
- 1637 человек в Ленинском районе Красноярска (в том числе 571 узбек, 336 таджиков, 201 татарин, 198 туркмен и 80 чувашей);
- 1626 человек в Кировском районе Красноярска (в том числе 712 туркмен и 615 узбеков);
- 857 человек в Хакасской автономной области (все узбеки).

На Алтае советские корейцы работали на лесоповале.

### Урал
Трудмобилизованные из Среднеазиатского военного округа работали во всех областях и автономных республиках Урала. Первые трудмобилизованные прибыли в Челябинскую область в ноябре 1942 года, а в Чкаловскую область в начале 1943 года. На 15 апреля 1943 года на Урале было размещено 67 тыс. трудмобилизованных из Среднеазиатского военного округа (48,6 % из них были из Узбекистана), распределенных по регионам:
- Свердловская область — 15 131 чел.;
- Челябинская область — 7427 чел.
- Молотовская область — 2212 чел.;
- Чкаловская область — 2523 чел.;
- Башкирская АССР — 2357 чел.;
- Удмуртская АССР — 2970 чел.

Летом 1943 года на Урале число трудмобилизованных из Среднеазиатского военного округа на Урале превысило 73 тыс. человек. В середине 1944 года на Урале осталось около 22 тыс. трудмобилизованных из Среднеазиатского военного округа.
Трудмобилизованные из Среднеазиатского военного округа работали на предприятиях:
- Угольной промышленности. Молотовская область (Кизел, Губаха, Гремячинск), Свердловская область (Турьинские Рудники, Краснотурьинск), Челябинская область (Челябинск, Копейск, Еманжелинск, Коркино);
- Строительство. Строительные объекты в Свердловской (Свердловск, Первоуральск и Ревда), Молотовская (Березники) и Челябинской (Златоуст, Миасс, Магнитогорск, Сатка, Кыштым, Челябинск) областей, а также в Ижевске;
- Машиностроение и металлообработка. Свердловск, Уфа, Челябинск;
- Черная и цветная металлургия. Серов, Свердловск, Нижний Тагил, Ревда, Первоуральск, Среднеуральск, Магнитогорск, Ижевск, Ивдель.
- Прочие отрасли. Тавда, Алапаевск, Уфа, Стерлитамак и Челябинск.

На Урале в 1943—1944 годах были и другие категории трудмобилизованных (советские немцы и прочие). Набранные в Среднеазиатском военном округе составляли весной 1943 году 41,5 % всех трудмобилизованных, работавших на Урале. К примеру, на «Челябметаллургстрое» с мая по сентябрь 1943 года численность трудмобилизованных из Среднеазиатского военного округа увеличилась с 437 человек до 6500 человек, а их удельный вес среди работающих на предприятии вырос с 1,6 % до 14,7 %.
Отказаться от привлечения других категорий работников и заменить их среднеазиатскими рабочими не удалось. Так, на «Челябметаллургстрое» численность трудившихся заключенных с мая по сентябрь 1943 года увеличилась с 11 человек до 12682 человек.

### Дальний Восток
Уже в октябре 1941 года в Комсомольск-на-Амуре была направлена трудовая колонна из Средней Азии. Она состояла из пожилых узбеков, которых использовали на сельскохозяйственных работах. Эти рабочие не владели строительными специальностями, практически не говорили по-русски, не имели зимней
одежды. В связи с этим в 1943 году врачебно-контрольная комиссия освободила из колонны 501 человека.
В 1943 году на прокладку железной дороги Комсомольск — Советская Гавань (стройка № 500) провели мобилизацию трудпоселенцев, немцев и ссыльнопоселенцев в 13 краях и областях СССР (в том числе в Казахской, Киргизской, Таджикской и Узбекской ССР).

### Средняя Азия и Казахстан
Часть мобилизованных в Среднеазиатском военном округе была направлена на промышленные объекты в Средней Азии. Это касалось прежде всего советских корейцев, принудительно переселенных в Среднюю Азию перед Великой Отечественной войной с Дальнего Востока. Постановление ГКО № 2414с от 14 октября 1942 года предписывало мобилизованных в Среднеазиатском военном округе корейцев призывного возраста использовать на работах только в пределах Казахской и Узбекской ССР. 5 декабря 1942 года вышло Постановление ГКО СССР «О мобилизации в Узбекской ССР 2,5 тыс. военнообязанных корейцев и направлении их на строительство Узбекского металлургического комбината». 2622 мобилизованных корейца трудились на Карагандинских угольных копях. Однако подавляющее большинство трудмобилизованных корейцев было направлено на объекты в Узбекской ССР — Фархадская ГЭС, металлургический завод в районе Беговата Ташкентской области. Распоряжение Государственного комитета обороны от 10 января 1943 года предписывало оставить на строительстве Туркестано-Сибирской железной дороги до 20 февраля 1943 года 500 корейцев, подлежащих отправке в Подмосковье.
Общий статус призывников-корейцев был регламентирован пунктом 9 Приказа наркома обороны СССР № 0974 от 21 декабря 1942 года, который гласил:
Призывников по национальности немцев, румын, венгров, итальянцев, финнов в армию не призывать, а использовать в соответствии с Постановлением ГОКО № 2383сс от 7 октября 1942 г. (директива № М/5/4652 от 12 октября 1942 г.) и № 2409 от 14 октября 1942 г. (директива № М/5/4666 от 17 октября 1942 г.). Призывников по национальности болгар, китайцев, турок, корейцев, работающих в промышленности и на транспорте, оставить на месте, а остальных направить по нарядам Главупраформа для работы в промышленности и на строительство...
Таким образом корейцы в армию не призывались. При этом действия властей в отношении корейцев отличались от действий в отношении советских немцев. В отличие от советских немцев корейцев оставляли работать в промышленности, где они трудились до призыва.
В первой половине 1943 года 15 877 трудмобилизованных строили каскад из 10 малых гидроэлектростанций на реке Чирчик. С лета 1943 года трудмобилизованные из Средней Азии работали на заводе боеприпасов в городе Фрунзе (Киргизская ССР). Мобилизации корейцев для работ в Средней Азии проводились также позднее. В октябре 1943 года секретарь ЦК КП (б) УзССР У. Юсупов обратился в ЦК КП(б) Узбекистана и Совету народных комиссаров Узбекской ССР:

Прошу срочно дать указание Военкомату Республики и военному отделу ЦК о мобилизации корейцев призывного возраста, прежде всего квалифицированных плотников, каменщиков для металлозавода...

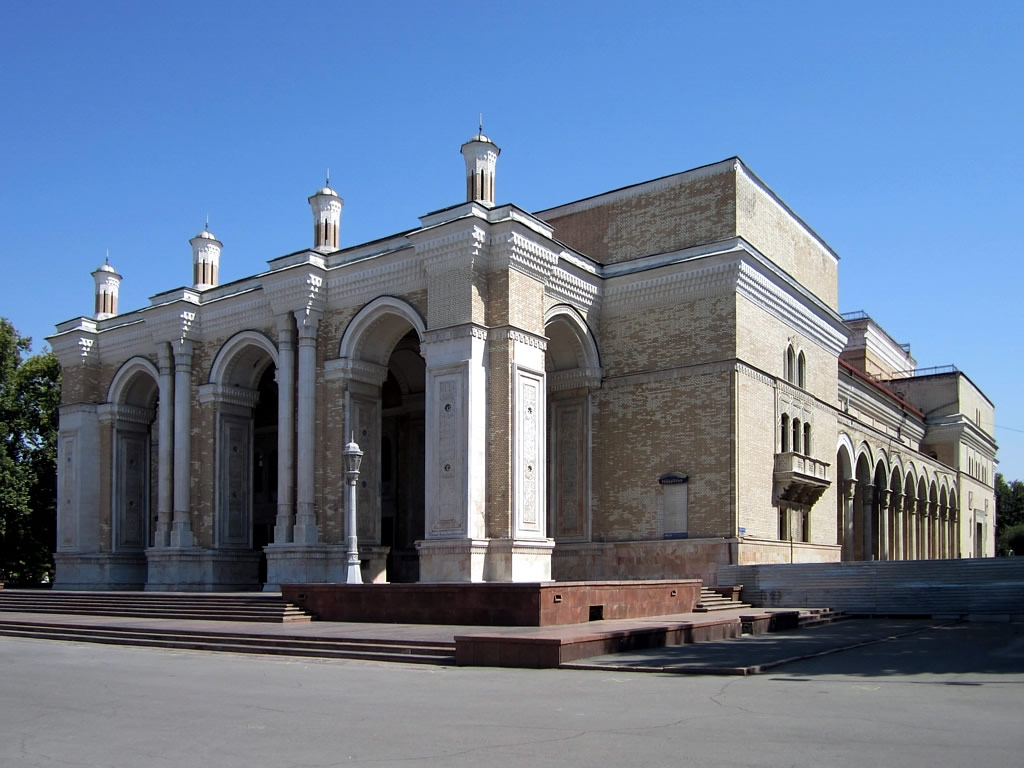
Здание театра, которое строили в 1943 года трудмобилизованные корейцы (фото 2012 года)

В октябрьском письме Юсупова также сообщалось, что корейцы работали
на строительстве театра на Беш-Агаче в Ташкенте. Корейцы также трудились на строительстве Нижне-Бозсуйской ГЭС, в карьерах Джизака, на шахтах и строительстве цементного завода в Ангрене.
Запрет на вывоз трудмобилизованных корейцев за пределы Средней Азии не соблюдался уже в начале 1943 года. Так, в марте 1943 года 5135 корейцев были направлены в угольный бассейн в Тульскую область.
В 1943 году корейцы значились среди среднеазиатских рабочих в Челябинской области.

### Оборонительные объекты в прифронтовых местностях
Трудмобилизованные из Средней Азии работали также на строительстве прифронтовых оборонительных линий. В частности, среднеазиатские корейцы трудились на строительстве:
- оборонительных сооружений под Сталинградом;
- оборонных объектов под Казанью;
- окопов под Харьковом.

## Прекращение трудовой мобилизации и демобилизация
Часть трудмобилизованных отправлялась обратно после прохождения медицинской комиссии по прибытии к местам работы. Например, из прибывших осенью 1943 года на Уральский турбомоторный завод трудмобилизованных из Среднеазиатского военного округа, медицинская комиссия завода сразу отбраковала 20 % и отправила их обратно.
С ноября 1943 года власти СССР прекратили мобилизацию рабочей силы в Средней Азии и Казахстане для отправки её в другие регионы. Решение Государственного комитета обороны № 4348с от 17 октября 1943 года «О прекращении мобилизации военнообязанных и другого населения среднеазиатских республик на работы за их пределами и об улучшении обслуживания рабочих из этих республик» формально прекратило отправку трудмобилизованных среднеазиатских рабочих за пределы Среднеазиатского военного округа.
Осенью 1943 года также была приостановлена мобилизация представителей коренных народов Средней Азии в Красную армию. Постановление Государственного комитета обороны от 13 октября 1943 года освободило от призыва мужчин 1926 года рождения местных национальностей Узбекской, Таджикской, Туркменской, Казахской, Киргизской ССР.
Освобождение действовало год и по сути было отсрочкой. Постановление Государственного комитета обороны от 25 октября 1944 года № 7686 предписывало «в ноябре месяце 1944 года призвать на военную службу всех граждан мужского пола, родившихся в 1926 году, местных национальностей Грузинской, Азербайджанской, Армянской, Туркменской, Таджикской, Узбекской, Казахской и Киргизской Союзных Республик». Всего осенью 1944 года были призваны призывников 1926 года рождения: 65,9 тысяч из Среднеазиатского военного округа и 57,9 тысяч из Закавказского фронта.
Кроме того, осенью 1943 года было введено освобождение (оно действовало до конца войны) от обязательного (добровольная служба разрешалась) от мобилизации в Красную армию военнообязанных (лиц старших возрастов) коренных национальностей Средней Азии и Закавказья.
За 1944 год численность мобилизованных из Средней Азии в Красной армии уменьшилась. В Красной армии насчитывалось представителей пяти народов Средней Азии (казахи, киргизы, узбеки, таджики и туркмены) на 1 января 1944 года 642436 человек, на 1 июля 1944 года — 427819 человек, на 1 января 1945 года — 317789 человек.
Небольшие трудовые мобилизации в Средней Азии продолжались в конце 1943 - 1944 годах. Осенью 1943 года Среднюю Азию и Казахстан затронула общесоюзная трудовая мобилизация спецпоселенцев и ссыльнопоселенцев — на завершение строительства железной дороги Комсомольск-на-Амуре — Советская Гавань. Эта трудовая мобилизация проводилась в соответствии с Постановлением Государственного комитета обороны № 3857сс от 2 августа 1943 года и Директивы НКВД СССР № 428 от 24 августа 1943 года. В случае демобилизации со строительства по болезни, демобилизованных должны были отправить в те места, откуда их набрали. В Узбекистане, Киргизии и Казахстане мобилизация была отложена до завершения уборочной кампании. В Казахстан НКВД СССР направил разъяснение, что нехватку трудпоселенцев следует восполнять при мобилизации за счет немецкого гражданского населения. Впрочем эта трудовая мобилизация оказалась небольшой. К 1 декабря 1943 года отправили мобилизованных из Узбекской ССР 80 человек (по разнарядке значилось 200 человек), из Таджикской ССР — 150 человек (столько же было указано в разнарядке). Данных о том, сколько отправили из Казахстана (при разнарядке в 2,8 тысяч человек) и Киргизии (при разнарядке в 100 человек) нет.
В начале 1944 года в СССР было законодательно ограничено право местных властей проводить самовольные трудовые мобилизации. В марте 1944 года Совет народных комиссаров СССР и ЦК ВКП (б) запретили совнаркомам республик, крайисполкомам и облисполкомам производить какую‑либо мобилизацию тягловой силы без разрешения Государственного
Комитета Обороны в каждом отдельном случае.
К тому времени произошло важное изменение — с 1943 года резко увеличилась численность иностранных военнопленных, что позволило заменить ими среднеазиатских рабочих. К 1945 году в Свердловской области насчитывалось уже 41 535 иностранных военнопленных.
С конца 1943 года идет массовая отправка трудмобилизованных к местам их проживания. Если летом 1943 года на Урале было более 73 тысяч трудмобилизованных из Среднеазиатского военного округа, то к середине 1944 года — только около 22 тысяч. Во второй половине 1944 года большинство трудмобилизованных среднеазиатских рабочих, трудившихся в Чкаловской и Челябинской областях, были отправлены домой.
Были приняты решения, направленные на улучшение физического состояния демобилизованных перед их отправкой на родину. Так, Свердловский областной исполком принял решение «об упорядочении обслуживания и отправки… рабочих националов, освобожденных из промышленных предприятий, следующих к местам прежнего жительства», которым категорически запретил директорам предприятий отправлять к местам жительства рабочих-националов, больных дистрофией.
Часть возвращенных трудоспособных среднеазиатских рабочих была направлена на строительство объектов в Средней Азии. Так в ОСМЧ «Запорожстрой» весной 1943 года прибыли 727 трудмобилизованных из Среднеазиатского военного округа. Позднее большинство из них было отправлено на строительство завода в Ташкент и в «Запорожстрое» по состоянию на 1 января 1944 года не осталось ни одного трудмобилизованного из Среднеазиатского военного округа.
По причине отсрочек и освобождения от мобилизации лиц старших возрастов, а также в силу возвращения ранее мобилизованных, в Среднеазиатском военном округе к середине 1944 года скопилось множество военнообязанных. Так в Среднеазиатском военном округе на 1 июля 1944 года было 385,7 тысяч годных к строевой службе военнообязанных, призыв которых в армию не осуществлялся. Кроме того, с 1944 года в части со всего СССР стали отправлять только годных к строевой службе. Наконец, численность военнослужащих в тылу возросла в силу того, что с середины 1943 года срок обучения военнослужащего был увеличен с 3-х месяцев до 6-ти месяцев.
Тем не менее осенью 1944 года из Средней Азии продолжалась отправка трудмобилизованных в Магнитогорск (на «Челябметаллургстрой» НКВД) на замену умершим, заболевшим и дезертировавшим. Только за октябрь 1944 года на работу на «Челябметаллургстрой» были оформлены 270 человек. Отправляли трудмобилизованных среднеазиатских рабочих в 1944 году также в Грузинскую ССР. Всего за 1944 год за пределы Среднеазиатского военного округа были отправлены 16192 человека на строительство новых промышленных объектов, которое проводило НКВД СССР.
Причины демобилизации среднеазиатских рабочих в 1943—1944 годах:
- Начало широкомасштабного строительства в Средней Азии и Казахстане, для которого потребовалась рабочая сила. В годы войны в Казахстане и Узбекистане появилась чёрная металлургия. Например, в январе 1943 года заработал Актюбинский ферросплавный завод;
- Завершение к концу 1943 года массового военного строительства на Урале;
- Увеличение численности рабочей силы в СССР за счет населения освобожденных в 1943—1944 годах районов. В 1944 году численность рабочей силы в народном хозяйстве СССР возросла по сравнению с 1943 годом на 4,2 млн человек, а в 1945 году — ещё на 3,6 млн человек[110].

Также на Урал стали прибывать трудмобилизованные военнообязанные, набранные на освобожденных в 1943—1944 годах территориях Украины. На уральские предприятия направили физически крепких и здоровых призывников с Украины (1927 года рождения). В частности, в Житомирской области мобилизовали 600 человек, из которых на Уралмашзавод доехали 309 человек (из них позднее бежал еще 61 человек). К концу 1944 года отправка жителей Украины на Урал и в другие регионы была прекращена. Приказ по Народному комиссариату путей сообщения «О перевозке мобилизованных рабочих в ноябре — декабре 1944 г.» предписывал отправить украинский контингент (52400 человек) для работы на предприятиях только внутри родной республики.
Причины сокращения численности трудмобилизованных с конца 1943 года:
- Массовая отправка к месту жительства нетрудоспособных трудмобилизованных;
- Высокая смертность среди трудмобилизованных.

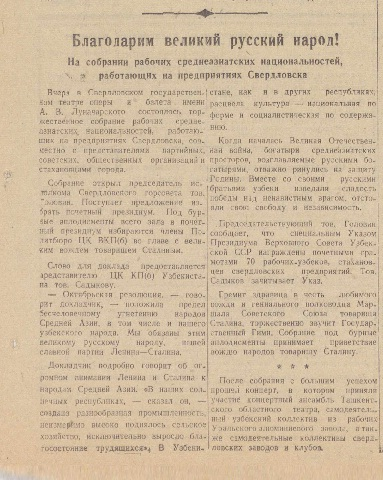
Статья «Благодарим великий русский народ!» в газете «Уральский рабочий» от 29 мая 1945 года о награждении узбеков, работавших на предприятиях Свердловска

Многие среднеазиатские рабочие оставались в местах их отправки даже после окончания Великой Отечественной войны. Так, 28 мая 1945 года в свердловском театре оперы и балета представитель ЦК Компартии Узбекской ССР Садыков выступал перед среднеазиатскими рабочими города.
Демобилизация узбеков-рабочих из Свердловской области была оформлена постановлением свердловского областного комитета ВКП(б) от 10 ноября 1945 года «Об освобождении и откомандировании на родину узбеков, мобилизованных в период Отечественной войны». Эта демобилизация совпала с новым большим притоком военнопленных — после капитуляции Германии и в меньшей степени после капитуляции Японии. В результате этого притока на 1 января 1946 года в Свердловской области насчитывалось уже 82 270 бывших иностранных военнослужащих, из которых около 76 тысяч (92,2 %) составляли немцы, венгры и румыны. Всего же за 1945 год в лагеря Свердловской области поступили 95 525 военнопленных и интернированных.
Много среднеазиатских рабочих оставалось в Челябинской области. Так, на 1 января 1946 года на Челябметаллургстрое трудились 11 644 среднеазиатских рабочих (включая корейцев), тогда как трудмобилизованных немцев было меньше (9357 чел.), а военнопленных примерно столько же (11 732 чел.). Численность трудмобилизованных из Средней Азии стала гораздо выше на Челябметаллургстрое, чем в годы войны — тогда (по состоянию на июль 1943 года) на объектах Челябметаллургстроя было 3658 чел. из Средней Азии. При этом в первые послевоенные месяцы в связи с амнистией на Челябметаллургстрое численность рабочей силы сократилась — по амнистии на Челябметаллургстрое только за август 1945 года были освобождены 3243 человека (большинство было отправлено по месту жительства). За счет вольнонаемных увеличить численность персонала также не удалось. Число вольнонаемных на Челябметаллургстрое достигло пика (если брать период с 1944 по 1947 годы) в июне 1945 года (тогда их было 7821 чел.), а затем стало снижаться. Существенное сокращение численности рабочих из-за амнистии коснулось также предприятий Свердловской области. Так, в конце июня 1945 года директор завода № 76 Савельев требовал заменить 233 освобожденных по амнистии, так как считал, что без них будет угроза срыва июльской программы.

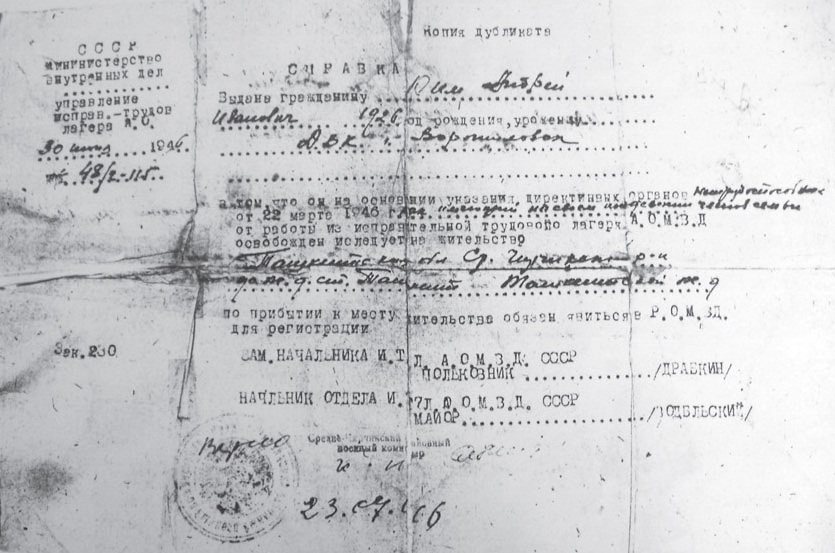
Справка об освобождении трудмобилизованного среднеазиатского корейца из Ухтижемлага. Выдана 30 июня 1946 года, то есть кореец отпущен в Среднюю Азию через год после окончания войны

Окончание войны привело к тому, что трудмобилизованные из Средней Азии стали стремиться вернуться домой также из Коми АССР. 9 июня 1945 года Лаврентий Берия получил письмо начальника Ухтинского комбината НКВД С. Н. Бурдакова, который сообщал о желании трудмобилизованных (как и иных категорий юридически свободных граждан) вернуться к местам жительства:

За время войны были мобилизованы и направлены на работу в Ухтинский комбинат НКВД 3538 человек немок и 1500 человек корейцев и болгар. В связи с победоносным завершением войны с фашистской Германией, среди заключенных, окончивших сроки, прикрепленных к производству и мобилизованных, наблюдаются массовые настроения выезда из лагеря, и сейчас создалось такое положение, что многие из них начинают плохо работать, ожидая специального Правительственного указа, позволяющего им выехать из лагеря в места прежнего жительства. По этому поводу в лагере идут всевозможные толки.
Тем не менее, все трудмобилизованные не были отпущены из Ухтижемлага сразу после окончания войны. На 1 января 1946 года по данным отдела кадров Ухтижемлага, в списочном составе лагеря числилось 1404 трудармейца.

## Убыль трудмобилизованных среднеазиатских рабочих
Убыль трудмобилизованных среднеазиатских рабочих была весьма значительной. На 31 декабря 1943 года убыль среднеазиатских рабочих по Челябинской области — 8394 человека, которые были распределены по причинам убыли:
- Болезнь — 4185 чел. (49,9 %);
- Дезертирство — 2376 чел. (28,3 %);
- Смерть — 1052 чел. (12,5 %);
- Отправка в Среднюю Азию — 609 чел (7,3 %);
- Призыв в РККА — 54 чел. (0,6 %);
- Уголовная ответственность — 24 чел. (0,3 %);
- Причина не указана — 94 чел. (1,1 %).

На Кировском заводе в Челябинске на 15 марта 1943 года числились 1065 рабочих узбеков, а на 15 мая того же года налицо было только 775 человек. 125 человек были в отпуске (по болезни и за личными вещами), а 165 были «выбывшими» (то есть они умерли и дезертировали).
Таким образом, основной причиной убыли были дезертирство и болезнь. Смертность за год составила по Челябинской области 12,5 %, то есть среди выбывших каждый восьмой трудмобилизованный среднеазиатский рабочий выбыл по причине смерти.
Высокие показатели убыли трудмобилизованных из Средней Азии были в 1943 году и в Татарской АССР, куда в феврале 1943 году завезли 1112 трудмобилизованных. Через месяц из них (на казанском заводе имени В. И. Ленина) осталось только 924 человека, а 188 человек выбыли по следующим причинам:
- Отправка на родину — 54 чел.;
- Дезертирство — 53 чел.;
- Мобилизация в РККА — 36 чел.;
- Смерть — 31 чел.;
- Переданы другим заводам — 14 чел.

Значительной смертности среди трудмобилизованных способствовал не только голод, но и нарушения техники безопасности. В отличие от русскоязычных смертность от нарушений техники безопасности у среднеазиатских рабочих была выше, так как инструктаж шел на русском языке, которого большинство из них не знало. Власти не сразу ввели инструктаж на родном языке. Так, в тресте «Копейскуголь» все инструктажи горняков из Средней Азии и Казахстана с мая 1943 года осуществлялись только на их родном языке.
По сравнению с другой категорией рабочей силы — советскими немцами — показатели смертности и дезертирства у среднеазиатских рабочих были высокими. Так по состоянию на 31 декабря 1943 года в тресте «Челябинскуголь» дезертировали 22,13 % и умерли 7,64 % прибывших трудмобилизованных из Среднеазиатского военного округа. Среди прибывших советских немцев те же показатели составили 14,56 % и 5,64 % соответственно.

## Распределение мобилизации по республикам и национальностям
По планам властей общее число трудмобилизованных из Среднеазиатского военного округа должно было быть распределено по республикам в следующей пропорции:
- Узбекская ССР — 49,6 %;
- Казахская ССР — 21,1 %;
- Киргизская ССР — 8,7 %;
- Туркменская ССР — 8,7 %;
- Таджикская ССР — 11,9 %.

Таким образом основными донорами рабочей силы должны были стать Узбекистан и Казахстан. При этом доля мобилизованных от общей численности населения по республикам разнилась. Историк Б. Д. Шмыров посчитал, что мобилизации подлежали 1,6 % населения Казахской ССР, 2,1 % населения Киргизской ССР, 2,4 % населения Узбекской ССР, 2,4 % населения Туркменской ССР и 2,7 % населения Таджикской ССР. То есть наиболее тяжелой была мобилизация для Таджикской ССР, а самой легкой — для Казахской ССР. Причины вероятно связаны с тем, что Казахская ССР обладала наименьшей долей коренного населения и наиболее развитой промышленностью. А Таджикская ССР была самой отсталой республикой в округе, где практически не было оборонной промышленности и сохранялась максимальная доля коренного населения, освобожденного временно от призыва в армию.
О национальном составе сохранились неполные данные, но известно, что он был пестрым. Так в апреле 1943 года в Челябинской области насчитывалось 19674 трудмобилизованных из Среднеазиатского военного округа:
- Казахов — 3135 чел.;
- Каракалпаков — 282 чел.;
- Киргизов — 1322 чел.;
- Узбеков — 6562 чел.;
- Таджиков — 2497 чел.;
- Туркмен — 1592 чел.;
- Евреев — 56 чел.;
- Лиц иных национальностей — 3974 чел.

Из этих цифр видно, что среди трудмобилизованных среднеазиатских рабочих численно преобладали узбеки. Эта особенность сохранялась и в дальнейшем. В сентябре 1943 года узбеки составляли 37,5 % трудмобилизованных из Среднеазиатского военного округа, трудившихся в Челябинской области и преобладали в соседней Чкаловской области.

## Правовой статус среднеазиатских рабочих в 1942—1945 годах
В 1942—1944 годах трудмобилизованные из Средней Азии и Казахстана имели правовой статус близкий к заключенным. Постановление Государственного комитета обороны установило уголовную ответственность для мобилизованных в рабочие колонны — за неявку по мобилизации на призывной (сборный) пункт, за самовольное оставление места работы или дезертирство. В этом не было ничего необычного — все советские вольнонаемные рабочие и служащие с 1940 года не имели права под страхом уголовной ответственности самовольно переходить с одного предприятия на другое или опаздывать более, чем на 20 минут. В годы войны практика трудовых мобилизаций сопровождалась установлением уголовной ответственности за уклонение или побег. Так 15 апреля 1942 года Президиум Верховного Совета СССР принял Указ «Об ответственности за уклонение от мобилизации на сельскохозяйственные работы или самовольный уход мобилизованных с работы», согласно которому виновный в уклонении от мобилизации на сельскохозяйственные работы или самовольно ушедших с них по приговору народного суда наказывался принудительными работами по месту жительства на срок до 6 месяцев с удержанием 25 % зарплаты.
Руководящие кадры на предприятиях, куда прислали трудмобилизованных, не знали точного правового статуса этих работников, так как документы о трудовой мобилизации не публиковались. Главный инженер Уральского турбомоторного завода (куда прибыла большая партия мобилизованных) М. М. Ковалевский вспоминал о них так:

…сотни казахов и узбеков были присланы как «трудармейцы», или на какой другой основе, а может быть чьим-то личным распоряжением
Часть среднеазиатских рабочих была размещена в лагерном участке № 4 исправительно-трудового лагеря «Челяблаг» (правда в отдельных от остальных контингентов бараках и землянках). Территория их проживания там была огорожена забором с колючей проволокой и сторожевыми вышками. Охраняли их части ВОХР НКВД. Вместе с другими категориями лагерного населения (заключенными, советскими немцами и военнопленными) среднеазиатские рабочие выводились из лагеря на работы и возвращались обратно под конвоем вооруженных бойцов ВОХР НКВД. Среднеазиатский рабочий не имел права (как и заключенный) самовольно выйти из жилой зоны и из производственной зоны без специального пропуска.
Судили за побег и отказ от работы среднеазиатских рабочих те же суды, что и заключенных. Причем с 1943 года происходит передача дел трибуналам НКВД. Так, до осени 1943 года в «Челяблаге» работала Постоянная сессия Челябинского областного суда. С октября 1943 года начал работу Военный трибунал войск НКВД при «Челябметаллургстрое». Произошла передача дел о побегах с места работы военным трибуналам. Некоторые из них действовали при крупных заводах. С 1943 года работал военный трибунал войск НКВД при Кировском заводе. В Чкаловской области дела дезертировавших с места работы рассматривал Военный трибунал войск НКВД по Чкаловской области.
Продолжительность рабочего дня для заключенных и вольнонаемных также была одинаковой. Например, в Управлении строительства «Челябметаллургстроя» была установлена одинаковая продолжительность рабочего дня для пяти категорий рабочей силы: вольнонаемных, трудмобилизованных (кроме трудмобилизованных Среднеазиатского военного округа), депортированных советских немцев, заключенных и немецких военнопленных:
- 10 часов при температуре воздуха до 25 ° С (при наличии ветра) и до 35 ° С (при отсутствии ветра).

При более низкой температуре работы запрещались.
С октября 1944 года их статус меняется — трудмобилизованные начинают получать права вольнонаемных работников. В октябре 1944 года начальник отдела кадров и жилищно-коммунального отдела «Челябметаллургстроя» получил указание оформить трудмобилизованных «по вольному найму для дальнейшей работы на строительстве и обеспечить улучшенными бытовыми условиями, комплектом постельной принадлежности и общежитием». При этом они должны были отработать установленный срок в качестве вольнонаемных либо на «Челябметаллургстрое», либо в цехах Челябинского металлургического завода. Процесс получения статуса вольнонаемных в итоге затянулся на несколько месяцев. В январе — марте 1945 года статус вольнонаемных получили на «Челябметаллургстрое» 700 бывших трудмобилизованных среднеазиатских рабочих, а в апреле — мае того же года — ещё 300 трудмобилизованных.
Трудность в определении правового статуса была связана с отсутствием у части трудмобилизованных удостоверяющих личность документов. Руководители предприятий Красноярского края постоянно делали сообщения в Красноярский краевой комитет ВКП(б), что у многих прибывших трудмобилизованных не было при себе документов, удостоверяющих личность и потому их сложно трудоустроить.

## Нормы питания, оплата и условия труда
Пайки трудмобилизованных из Средней Азии приравнивались к пайкам заключенных. Так, суточные нормы питания трудмобилизованных из Среднеазиатского военного округа в тресте «Челябметаллургстрой» соответствовали нормам питания заключенных и трудмобилизованных советских немцев. Выдача пищи проводилась два или три раза в день.
Питание не было бесплатным — его стоимость вычиталась из заработной платы трудмобилизованных (при этом стоимость продуктов определяли по отпускным ценам для НКВД СССР).
С учетом национальных особенностей в рацион трудмобилизованных из Среднеазиатского военного округа были включены продукты, которых не было в пайках рабочих Урала (жевательный табак, зелёный чай, вместо свинины — говядина или баранина, вместо свиного сала — растительный жир). Нормы соблюдались не всегда и среди части трудмобилизованных была распространена дистрофия. Для восполнения нехватки ряда продуктов в Челябинской области практиковали периодические поездки трудмобилизованных к местам их проживания для заготовки продовольствия. Администрация предприятий практиковала стимулирование питанием — за перевыполнение норм трудмобилизованный получал больший паек, а за недовыполнение и нарушение трудовой дисциплины паек уменьшали.
В наказание трудмобилизованных администрация предприятий могла помещать в специальные штрафные изоляторы. Так, в ЧСМ НКВД трудмобилизованный помещался в штрафной изолятор, где (если он не выходил на работу) получал на 1 день 300 граммов хлеба и кружку кипятку, а 1 раз в три дня уменьшенное горячее питание.
С учетом климатических особенностей для трудмобилизованных из Среднеазиатского военного округа был установлен сокращенный рабочий день в зимнее время (в зависимости от температуры и наличия — отсутствия ветра).
Оплата труда трудмобилизованным из Среднеазиатского военного округа производилась на общих для всех рабочих основаниях.

### Питание и голод среди трудмобилизованных
Для трудмобилизованных из Средней Азии (узбеков, казахов, киргизов, таджиков и туркменов) с лета 1943 года были установлены льготные пайки:
- 300 г. зеленого чая на человека в месяц;
- 100 % замена мясного пайка бараниной или мясом крупного рогатого скота;
- Замена 50 % нормы крупы таким же количеством риса.

20 июля 1943 года вышло Указание № 323 по Народному комиссариату торговли СССР, которое предусматривало изготовление в рабочих столовых для трудмобилизованных из Среднеазиатского военного округа отдельных блюд. Например, в Челябинске в столовых ОСМЧ-22 были выделены отдельные столы для среднеазиатских рабочих, для которых пищу готовили на следующих условиях:
- Пища готовится в общем котле;
- При заправке в блюда для трудмобилизованных из Среднеазиатского военного округа свиное сало заменять растительным жиром, свиное мясо заменять говядиной или бараниной, причем зелени класть больше, чем в общий котел.

В ряде случаев открывали чайханы, а поварами по изготовлению национальных блюд трудились сами трудмобилизованные.
Также выдавался жевательный табак.
В июле 1943 года отделам рабочего снабжения предприятий Наркомата чёрной металлургии, где трудились трудмобилизованные из Среднеазиатского военного округа, были дополнительно выделены 6 тонн зелёного чая и 15 тонн жевательного табака. Причем проверки, проведенные летом и осенью 1943 года показали, что все требования на местах по стабилизации питания рабочим из Среднеазиатского военного округа в основном соблюдались.
Нормы питания выдавались не полностью по следующим причинам:
- Вырезание «лишних» талонов на питание работниками общепита. Так, как многие трудмобилизованные не знали русского языка, то работники общепита вырезали у них «лишние» талоны на питание. Например, в столовой Гремячинского шахтоуправления (Молотовская область) из 2 кг хлеба, выделенного по карточкам, трудмобилизованному выдавали 500 грамм[142];
- Уменьшение хлебного пайка администрацией за невыполнение нормы выработки и (или) нарушение трудовой дисциплины. На трудмобилизованных из Среднеазиатского военного округа, работавших в промышленности и строительстве, распространялось Постановление Совета народных комиссаров СССР от 18 октября 1942 года в части снижения нормы хлебного пайка при невыполнении месячной нормы выработки в течение двух — трех месяцев, прогуле и приравненных к ним опозданиях на работу (на более, чем 20 минут). Как правило, норма хлебного пайка снижалась на один — два месяца[143]. На литейном производстве Кировского завода Челябинска были случаи, когда не выполнявшие нормы среднеазиатские рабочие лишались хлебного пайка и обеда, после чего умирали прямо на рабочих местах[138];
- Замена в пайке мяса таким же количеством рыбы. Рыба-заменитель обеспечивала только 82,9 — 84,4 % калорий от замененного ей мясного пайка[144];
- Недостаточное производство продуктов питания. В заводских столовых Челябинска рабочие очень часто получали только половину суточной нормы хлеба, так как хлебозавод работал на устаревшем оборудовании и не мог выпускать достаточно хлеба[138].

Практиковалось также стимулирование выдачей дополнительного питания. Например, на «Челябметаллургстрое» НКВД с 11 февраля 1943 года было установлено, что перевыполнении нормы трудмобилизованный получал дополнительное премиальное блюдо. На заводе № 78 Народного комиссариата боеприпасов (Челябинск) трудмобилизованные Среднеазиатского военного округа по нормам выработки летом 1943 года делились:
- Дневная норма питания (при выработке задания до 100 %) — 2253 килокалории в сутки;
- Дополнительная норма питания (при выработке от 100 до 110 % задания) — 2977 килокалорий в сутки;
- Усиленная дополнительная норма питания (при выработке более 110 % задания) — 3045 килокалорий в сутки.

Усиленное дополнительное питание назначалось работнику на 1 месяц. Как правило, в эту норму на Кировском заводе входил 1 килограмм крупы, 1-2 банки тушеного мяса и папиросы.
Размер пайка зависел также от видов работ. Например, в УС «Челябметаллургстроя» НКВД СССР размер выдаваемого трудмобилизованному из Среднеазиатского военного округа хлебного пайка составлял:
- На основных, тяжелых работах — 700 грамм (при выполнении нормы от 100 до 124 %);
- На основных, остальных работах — 600 грамм (при выполнении нормы от 100 до 124 %);
- На вспомогательном и хозяйственном обслуживании — 500 грамм (при выполнении нормы от 120 до 129 %).

На многих стройках и предприятиях Челябинской области трудмобилизованным из Среднеазиатского военного округа выдавали дополнительное питание с учетом их физического состояния.
Выполнение продовольственных норм для трудмобилизованных из Среднеазиатского военного округа было затруднено по объективным причинам: на Урале не произрастали фрукты и зелёный чай. Поэтому с предприятий Челябинска и Челябинской области периодически отправляли трудмобилизованных из Среднеазиатского военного округа в республики Средней Азии и Казахстан для сбора и отправки на Южный Урал продуктов питания в рабочие коллективы, где работали трудмобилизованные. Такая же практика заготовок в Средней Азии существовала и на предприятиях Свердловской области. Так, Уралвагонзавод за 1 квартал 1945 года заготовил:
- в Ташкенте — 51 тонну сухофруктов;
- во Фрунзе — 4,3 тонны яблок и 49 тонн бахчевых.

Кроме того, были созданы специальные заготовительные конторы для снабжения среднеазиатских рабочих (например, киргизская заготовительная контора на «Челябметаллургстрое»).
Руководители предприятий выделяли часть работников для заготовки продовольствия. Так, весной 1943 года для рыбной ловли на озерах Челябинской области была создана рыболовецкая артель из 25 трудмобилизованных, которой установили месячный план по улову рыбы в 25 тонн.
Для повышения калорийности пищи в неё добавляли суррогаты. В конце 1943 года на базе отходов деревообрабатывающего производства открыли цех по производству гидролизных дрожжей, которые потом для повышения калорийности добавляли в суп.
В 1942—1943 годах на Урале был заметный голод, сопровождавшийся существенным сокращением в 1943—1944 годах объемов производимой сельскохозяйственной продукции. Валовый сбор зерновых на Урале сократился примерно вдвое в 1942 году и упал еще на треть в 1943 году. Только в 1944—1945 годах валовый сбор зерновых увеличился, но все равно был заметно ниже, чем в 1941 году. Так валовый сбор зерновых на Урале в колхозах составлял (по годам):
- 1940 год — 8275,6 тысяч тонн;
- 1941 год — 7448,3 тысячи тонн;
- 1942 год — 3826,7 тысяч тонн;
- 1943 год — 2806,7 тысяч тонн;
- 1944 год — 3380,3 тысячи тонн;
- 1945 год — 4112,5 тысяч тонн.

Особенно существенным был спад потребления сахара из-за оккупации противником районов, где располагалось большинство предприятий, которые его производили. Бюджетные обследования колхозников Свердловской области показали, что в 1944 году (по сравнению с 1942 годом) произошло снижение годового (на душу населения) потребления хлебобулочных изделий (со 164,4 кг в год в 1942 году до 85,8 кг. в год в 1944 году), мяса и мясопродуктов (с 13,0 кг в год в 1942 году до 9,2 кг в год в 1944 году) и увеличение потребления картофеля (с 220,4 кг в 1942 году до 362,0 кг в 1944 году), овощей и молочных продуктов.
В населенных пунктах Свердловской области отмечались случаи смерти от дистрофии (например, в Асбесте, причем среди умерших были дети), а также факты каннибализма и поедания трупов умерших людей. В сентябре 1944 года в Свердловской области от дистрофии умерли 808 человек. В Башкирии неурожай 1943 года вызвал сильный голод: в апреле 1944 года в этой автономной республике от дистрофии и недоедания умерли 2462 человека.
Массовый голод на Урале коснулся также работавших там трудмобилизованных из Средней Азии. Так, в Челябинске весной 1944 года (как показала проверка) из 916 человек трудмобилизованных из Среднеазиатского военного округа были больны дистрофией 220 человек. С 20 декабря 1943 года по 8 марта 1944 года в тресте «Коркиншахтстрой» «из-за истощения, как следствия плохого питания» в столовых и в больнице умерли 47 трудмобилизованных из Среднеазиатского военного округа.
Голоду способствовали не только недостаточное питание и злоупотребления при выдаче пайков. Часто среднеазиатские рабочие продавали продуктовые карточки и свои порции. Лично видевший их на Уралмашзаводе Владимир Семеновских рассказал:

Мой отец Алексей Васильевич Семеновских работал кузнецом на десятитонном прессе на Уралмашзаводе… у него в подмастерьях были узбеки, они собирали окалину (нагар, налет, образующийся на поверхности раскаленного металла при ковке или прокатке). По словам отца, навыков работы у них не было, поэтому узбеков использовали на вспомогательных работах. Спали они, бывало, прямо в цеху. Я сам в то время был маленький, но не раз видел их в городе. Они ходили в полосатых халатах, очень худые и заморенные. Отец рассказывал, что они не ели столовскую еду, продавали свои порции рабочим. Очень часто умирали от недоедания. Когда их раздевали, чтобы захоронить, то находили зашитые в халаты или пояса пачки денег, которые узбеки копили, чтобы отвести домой
То, что среднеазиатские рабочие в Свердловской области продавали выданную им местную еду, свидетельствуют официальные отчеты по Свердловской области. Так, в официальном отчете о материально-бытовых условиях рабочих из Средней Азии (сохранившемся в Центре документации общественных организаций Свердловской области) сообщалось, что обеды готовились без учета национальных привычек:

Узбеки и таджики не кушают рыбы, колбасы, грибов, кислой капусты, обед же готовится только из этих продуктов. Очень многие нацмены второе блюдо продают тут же в столовой русским рабочим. Торговля обедом и хлебом принимает большие размеры. Крайне недостаточное количество посуды. Для второго имеются жестяночки, похожие на консервные банки из-под сардин. Ложек, ножей и вилок совершенно нет. Все узбеки своих ложек не имеют, суп пьют из мисок, а второе кушают грязными руками, так как мыть негде…
В 1944 году были приняты меры по улучшению питания работников предприятий (в том числе трудмобилизованных). Так, Постановление Совета народных комиссаров СССР от 3 апреля 1944 года установило, что, начиная с урожая 1944 года картофель, овощи и молочные продукты, получаемые в подсобных хозяйствах промышленных предприятий после выполнения обязательств перед государством и засыпки семенных фондов, полностью используются для улучшения питания своих работников в столовых и буфетах и в порядок отпуска по карточкам не засчитывается.

### Оплата труда, сниженные нормы выработки и режим работы
Оплату труда трудмобилизованным из Среднеазиатского военного округа было предписано согласно Постановлению ГКО № 32414-с от 14 октября 1942 года производить на общих основаниях.
На Урале для трудмобилизованных из Средней Азии был установлен льготный режим труда:
- Сокращенный рабочий день в холодную погоду. При температуре ниже —20 °С (ниже —15 °С с ветром) рабочий день составлял 4,5 часа, при температуре ниже —15 °С (ниже —10 °С с ветром) — 6,5 часов;
- Сниженные производственные нормы на весь зимний период.

В Управлении строительства «Челябметаллургстроя» для трудмобилизованных из Среднеазиатского военного округа была установлена следующая продолжительность рабочего дня в зависимости от погодных условий:
- 4,5 часа — при температуре 11 — 14 °С (с ветром) и 15 — 19 °С (без ветра);
- 6,5 часов — при температуре до 10 °С (с ветром) и 11 — 14 °С (без ветра);
- 8 часов — при температуре до 10 °С (без ветра).
- При более низкой температуре работы запрещались.

Через каждый 50 минут работы на открытом воздухе для трудмобилизованных из Среднеазиатского военного округа (как и для других категорий рабочей силы) полагался 10-ти минутный перерыв на обогрев.
Нормы выработки для трудмобилизованных из Среднеазиатского военного округа на открытом воздухе в зимнее время были установлены ниже, чем для других категорий рабочей силы. Так, для трудмобилизованных из Среднеазиатского военного округа категории «В» (легкий физический труд) применялся понижающий коэффициент 0,35 (на земляных работах) и 0,5 на прочих видах работ.
Пониженные нормы выработки и сокращенный рабочий день трудмобилизованным из Среднеазиатского военного округа засчитывались как полный рабочий день других категорий работников.
Заработная плата большинства среднеазиатских рабочих была в среднем ниже, чем у местного вольнонаемного населения. Это было связано с тем, что в силу низкой квалификации среднеазиатские рабочие занимали в основном низовые, низкооплачиваемые должности учеников и подсобных рабочих. В тот период в СССР разница в оплате низкоквалифицированного и высококвалифицированного труда была большой. Например, среднемесячная зарплата по Наркомату угольной промышленности СССР составляла (по профессиональным категориям):
- Ученики — 133,08 руб.;
- Рабочие — 362,25 руб.;
- Служащие — 444,67 руб.;
- Инженерно-технические работники — 1013,42 руб.

То есть инженерно-технический работник получал почти в три раза больше рабочего. Впрочем на зарплату как рабочего, так и инженера было невозможно прокормиться за счет приобретения продуктов на рынках. Так на базарах Южного Урала литр молока стоил 85 — 100 рублей, а килограмм говяжьего мяса — 220—250 рублей.
Из заработной платы трудмобилизованных производились разного рода удержания, в том числе незаконные. Например, на Урале бухгалтерии удерживали с трудмобилизованных, имеющих детей в Средней Азии, налог на бездетность. Так из зарплаты за февраль 1943 года мобилизованного Сарабекова, имевшего нескольких детей, составлявшей 29,01 руб., бухгалтерия удержала за бездетность 29 руб., выдав на руки Сарабекову 1 копейку. Кроме этого, зарплата уменьшалась, так как трудмобилизованным при её выдаче не разъясняли ни нормы выработки, ни расценки.
Власти пытались повысить зарплату среднеазиатских рабочих, оформляя их как учеников. Так в Челябинском угольном бассейне если во время обучения среднеазиатский рабочий (при установленной пониженной норме выработки) зарабатывал менее 50 % тарифной ставки, то ему все равно платили не менее 50 % тарифной ставки.
Как и для остальных категорий рабочей силы на трудмобилизованных из Среднеазиатского военного округа, занятых на шахтах и угольных разрезах Южного Урала, распространялось Указание Главного управления рабочих кадров народного комиссариата угольной промышленности СССР:
- В первый месяц работы норма выработки — 60 % от общей;
- Во второй месяц работы — 80 % от общей;
- В третий (и последующий) месяц работы — 100 %.

Несмотря на злоупотребления администрации, части трудмобилизованных удалось скопить значительные суммы денег. В тресте «Копейскуголь» у умерших шахтеров из трудмобилизованных Среднеазиатского военного округа находили зашитые в халаты деньги в размере 15 — 20 тысяч рублей

## Охрана и конвоирование трудмобилизованных
Вопрос охраны трудмобилизованных является дискуссионным. В одних воспоминаниях трудмобилизованных корейцев указано, что они работали под конвоем, в зонах, огороженных колючей проволокой. Однако в других воспоминаниях утверждается, что такого содержания не было. Следовательно, различаются оценки исследователей. Например, исследовательница Л. Б. Хван писала (со ссылкой на опрошенных двух корейцев, работавших в Ухто-Ижемском лагере) про «запроволочную жизнь». Исследователь В. С. Хан в 2004 году опросил 4-х работавших в том же лагере корейцев — ни один из них не подтвердил наличие в лагере «особого режима». Так, опрошенный В. С. Ханом Ч. Угай сообщил, что по прибытии в Ухту корейцы действительно провели двое суток в перевалочном пункте, который представлял собой лагерь с заграждениями из колючей проволоки и с вышками с часовыми. Однако затем всех корейцев распределили по участкам, а Ч. Угай оказался на буровой, где все проживающие мобилизованные и заключенные (кроме рецидивистов, которых работали под конвоем) не охранялись, ходили в лес для сбора грибов и ягод, а также тащили картофель с соседних полей.

Руководили работами заключенные. И начальник участка, и прораб отрабатывали свой срок. Из охраны был только один сержант с погонами НКВД…

Никаких других начальников мы не знали. Был оперуполномоченный, но в лесу он никогда не появлялся, жил в деревне, куда с отчетом о работе ездил Ульфамов… "Жили мы в землянках, которые сами и рыли. С каждым днем мы все дальше уходили в лес. И когда от землянок удалялись на приличное расстояние, то рыли новые. Туда же перевозился и вагончик, в котором жил Ульфамов и где готовилась еда…
Опрошенные трудмобилизованные корейцы, работавшие в Узбекской ССР подтвердили факты дезертирства и отсутствие охраны трудмобилизованных. Корейцы, работавшие в Джизаке (вместе с узбеками) в карьере, по
ночам они совершали рейды к близлежащим селениям: отлавливали с целью употребления в пищу собак и ишаков.
Владимир Герцберг (ему в период войны было 15 лет) вспоминал в 2020 году, что в Свердловске, где он работал на заводе, трудмобилизованные узбеки ходили по улицам города:

Не знаю, как это было в других уральских городах, а в Свердловске человека в цветном ватном халате можно было встретить на каждом шагу… Сложности увеличились, когда наступила суровая уральская зима. Южане зачастую не выдерживали испытания холодом и голодом. Их нередко можно было видеть роющимися в мусорных кучах.

## Жилищно-бытовые условия
Трудмобилизованные были доставлены на Урал в национальных костюмах, сандалиях на босу ногу, в сапогах на высоких каблуках. Администрация предприятий выдавала среднеазиатским рабочим по прибытии (и позднее) нательное белье, обувь, хлопчатобумажные костюмы, ватные брюки, матрасы, подушки, одеяла, постельное белье, мыло. Также на предприятиях открывали мастерские по ремонту и изготовлению обуви. Так на медеплавильном заводе в Карабаше (Челябинская область) для трудившихся на торфозаготовках трудмобилизованных из Киргизской ССР изготовили 1 тыс. пар лаптей.
Местные власти неоднократно обращались в Москву с просьбой о выделении для бытовых нужд трудмобилизованных промышленной продукции. В мае 1943 года ЦК ВКП(б) удовлетворил просьбу Челябинского областного комитета ВКП(б) о немедленном отпуске для нужд трудмобилизованных из Среднеазиатского военного округа 140 тысяч метров бельевой хлопчатобумажной ткани и 140 тысяч метров ткани для верхней одежды. 4 июня 1943 года Распоряжением Совнаркома СССР № 1388/111 трудмобилизованным из Среднеазиатского военного округа, находившимся в Челябинской области было отпущено 280 тыс. м².
Спецодежду и обувь администрация предприятий была обязана выдавать среднеазиатским рабочим. На практике выдавали не всегда — в Челябинской области не получившие спецодежды среднеазиатские рабочие трудились в своих национальных ватных халатах и изношенной обуви. Иногда бывало, что трудмобилизованные продавали полученную спецодежду, а работали в своей одежде. Это категорически запрещалось и трудмобилизованных предупреждали об ответственности за сохранение вещевого довольствия. Были случаи, когда трудмобилизованные не выходили на работу из-за отсутствия соответствующей одежды.
Власти боролись со злоупотреблениями заводской администрации. В начале июля 1943 года проверка в управлении строительства № 24 Народного комиссариата путей сообщения выявила, что только 70 % трудмобилизованных были обеспечены постельными принадлежностями, теплой одеждой и обувью. По результатам этой проверки заместитель начальника управления строительства № 24 был снят с работы и отдан под суд.
Пострадавшие от злоупотреблений администрации среднеазиатские рабочие порой подвергались уголовной ответственности. Так, в Челябинской области были случаи, когда администрация Кировского завода отдавала под суд как злостных прогульщиков трудмобилизованных из Средней Азии, которые не выходили на работу из-за отсутствия одежды и обуви.
Администрация предприятий, где трудились среднеазиатские рабочие, обманывала партийные и советские органы, сообщая ложные сведения об обеспечении трудмобилизованных. При проверках эта ложь иногда вскрывалась. Весной 1944 года проверка на Кировском заводе Челябинска выявила, что из почти 300 трудмобилизованных одной из землянок ни один не имел простыни и одеяла, а 400 среднеазиатских рабочих бронетанкового производства ходили в лохмотьях, так как нательного белья им не выдали. Не хватало также мыла и топлива.
Обеспечение жильём трудмобилизованных стало большой проблемой. Ещё до войны на Урале жилья не хватало, а с учетом эвакуации из оккупированных районов СССР жилищная проблема усилилась. Вместе с тем климат на Урале и тогда был более холодный, чем в Средней Азии. Так, среднемесячная температура января в Средней Азии составляет от —4 до +4 °С, в Казахстане от −3 до −18 °С, а на Урале она была от —15 до —20 °С.
Конкретные условия обеспечения зависели от администрации предприятия. В Орске строителей теплоцентрали поселили в грязных землянках, а также в подвалах. В том же городе строителей Южно-Уральского никелевого комбината поселили в отдельных чистых хороших домах, где были койки с чистым постельным бельем.
Жилищные условия значительной части среднеазиатских рабочих оставались тяжелыми. Так для трудмобилизованных среднеазиатских рабочих на Кировском заводе Челябинска (туда среднеазиатские рабочие стали прибывать зимой — в конце 1942 года) были выделены бараки (на 360 человек каждый) и землянки (на 120 и на 220 человек). Спали среднеазиатские рабочие на деревянных двух-ярусных топчанах. Такие условия проживания сохранялись до первой половины 1944 года. В Челябинской области трудмобилизованные среднеазиатские рабочие также проживали в вагонах, палатках и полуземлянках. В январе 1944 года среднеазиатские рабочие строительных участков Южно-Уральской железной дороги проживали в брезентовых палатках.
Администрация предприятий иногда строила жилье перед прибытием среднеазиатских рабочих. Так, на заводе имени Чкалова (Чкаловская область) к прибытию 500 мобилизованных из Узбекской ССР были выстроены 16 саманных домов. Обеспечение общежитий для среднеазиатских рабочих зависело от конкретного предприятия. Так, администрация завода № 701 (Чебаркуль) в апреле 1943 года завезла в общежитие для рабочих 50 столов, 200 тазов, 200 ведер, 50 бачков для воды, 25 чайников и 50 вешалок для одежды. Там же были установлены умывальники и душевые помещения. Правда в некоторых землянках на том же заводе № 701 в октябре 1943 года пол был залит грунтовыми водами.
Обеспечение водой также не везде было достаточным. В поселке Коркино были случаи, когда люди пили воду из небольших луж.

## Медицинская помощь
Медицинскую помощь среднеазиатским рабочим оказывали местные врачи и фельдшера. Их не хватало. Например, в медсанчасти Кировского завода Челябинска летом 1944 года по штату полагалось иметь 224 врача, а реально было только 98. Поэтому стали практиковать обучение санитаров из числа среднеазиатских рабочих. Так в Златоусте врач Познанский обучил основам медицины нескольких трудмобилизованных из Среднеазиатского военного округа, которые потом стали помогать врачу по медицинскому обслуживанию своих земляков. Впрочем некоторые медицинские работники плохо обслуживали и грубо обращались с больными среднеазиатскими рабочими.
Среди трудмобилизованных были эпидемии южных болезней — в частности, малярия. Например, на Магнитогорском металлургическом комбинате был учтен 501 больной малярией работник. В Орске к концу августа 1943 года было 1792 работника, болевшие малярией, причем среди них большинство составляли среднеазиатские рабочие. Трудмобилизованные страдали брюшным тифом и дизентерией.
Для Урала эти заболевания были вполне распространенными еще до войны. Так, в Свердловске (131669 жителей на 1926 год) в 1927 году были зафиксированы 1000 случаев малярии, 96 случаев брюшного тифа, 196 случаев возвратного тифа и 437 случаев дизентерии.
На отдельных предприятиях были приняты дополнительные меры по обеспечению здоровья работников, в том числе трудмобилизованных из Средней Азии. Осенью 1943 года оздоровительно-профилактические пункты Управления строительства «Челябметаллургстроя» были заменены на оздоровительные пункты. Туда направлялись сроком на две недели (1 раз в год) трудмобилизованные, которые выполняли и перевыполняли установленные нормы. В оздоровительном пункте трудмобилизованный получал медицинскую помощь и усиленное питание. В лагерях среднеазиатские рабочие с октября 1943 года наравне с прочим лагерным контингентом получали для профилактики цинги хвойный отвар.

## Политико-идеологическая работа среди трудмобилизованных
Большинство присланных на Урал трудмобилизованных из Среднеазиатского военного округа составляли неграмотные и малограмотные сельские жители, не знавшие русского языка. Советские власти предписывали центральным комитетам коммунистических партий среднеазиатских республик обеспечить в числе призываемых прослойку коммунистов и комсомольцев, насыщая ими равномерно эшелоны с трудмобилизованными.
Центрами идеологической работы стали чайханы, организованные на объектах, где работали трудмобилизованные. С весны 1943 года в каждом общежитии и в местах компактного проживания трудмобилизованные из Среднеазиатского военного округа, стали создавать чайханы. Каждая открытая для среднеазиатских рабочих чайхана имела кипятильник, чайники для заваривания зелёного чая и стаканы (позже их заменили на пиалы). В чайхане выступали самодеятельные кружки из среднеазиатских рабочих, игравшие на музыкальных инструментах (в том числе национальных). Чайхана давала возможность поощрить передовиков производства. Например, к пиале зелёного чая в «Красной чайхане» пятого строительного отряда управления строительства «Челябметаллургстроя» НКВД СССР передовик производства получал дополнительную «стахановскую» лепешку. В чайхане также можно было послушать радио.
С весны 1943 года чайханы становятся местом для проведения политических занятий. В них проводились публичные чтения сводок Совинформбюро и художественной литературы, обсуждалось положение на советско-германском фронте, на национальных языках среднеазиатских народов проводились беседы на политические темы.
Со второго квартала 1943 года в адрес предприятий Челябинской области из Средней Азии стали приходить газеты для трудмобилизованных:
- из Казахской ССР — «Социалистический Казахстан» (на русском языке);
- из Киргизской ССР — «Советская Киргизия» (на русском языке) и «Кзыл Киргизстан» (на киргизском языке);
- из Таджикской ССР — «Коммунист Таджикистана» (на русском языке), «Таджикистани Сурх» (на таджикском языке), «Кзыл-Таджикистон» (на таджикском языке);
- из Туркменской ССР — четыре издания на туркменском языке («Совет Туркменистаны», «Ленин-Елы», «Ленин-Байдагы», «Ташауз-Колхозчиси»);
- из Узбекской ССР — «Правда Востока» (на русском языке) и «Кзыл Узбекистон» (на узбекском языке).

Из Узбекской ССР было получено и разослано по предприятиям 55 библиотек из периодики Великой Отечественной войны. Кроме того, на местах в общежитиях был налажен выпуск стенгазет. Выпуск литературы на национальных языках на месте был осложнен тем, что ЦК КП(б) Узбекской и ЦК КП(б) Казахской ССР не выделили Челябинской области необходимый типографский шрифт.
Со второй половины 1943 года газеты на таджикском и туркменском языках для среднеазиатских рабочих на Южный Урал стали посылать ЦК Компартий Таджикской и Туркменской ССР.На Южный Урал также завозились граммофоны и пластинки с записями на таджикском, узбекском и туркменском языках.
Агитаторов набирали из тех среднеазиатских рабочих, которые владели русским языком. Их обучали в Челябинской области на специальных курсах и семинарах. Программа занятий для массовиков-агитаторов, разработанная отделом пропаганды и агитации Челябинского областного комитета ВКП(б) была рассчитана на 54 учебных часа (40 лекционных и 14 часов бесед). Некоторые подготовленные массовики-агитаторы из числа трудмобилизованных среднеазиатских рабочих были освобождены от своих прямых обязанностей и должны были заниматься только политико-массовой работой среди земляков. К марту 1944 года на 19 предприятиях Челябинской области было не менее 23 таких освобожденных массовиков.
Также политико-идеологическую работу среди трудмобилизованных вели командированные представители компартий среднеазиатских республик. В июле 1943 года в Ижевск прибыли четыре партийных организатора из ЦК Компартии Узбекской ССР, из которых одного зачислили лектором Ижевского городского комитета ВКП(б), а троих отправили на стройки в качестве инструкторов. В 1943 году в Магнитогорск прибыли шесть инструкторов-казахов. Согласно решению Секретариата ЦК ВКП(б) от 10 мая 1943 года в Узбекистане отобрали 29 партийных работников, провели для них семинар и стали отправлять на работу за пределы Средней Азии к трудмобилизованным. В первом квартале 1944 года на предприятиях Челябинской области работали по три представителя ЦК Компартий Казахстана, Туркмении и Узбекистана и пять партийных работников из Киргизии. Среди них были две женщины.
Впрочем были и общежития, где не велось никакой политико-идеологической работы с трудмобилизованными из Среднеазиатского военного округа.
На объекты, где трудились среднеазиатские рабочие, устраивали выезды деятелей искусства из Средней Азии. Например, в 1943 году в Чкаловскую и Челябинскую области с концертами выезжали артисты Ташкентской республиканской филармонии. В апреле 1944 года перед среднеазиатскими рабочими в Челябинской области выступала певица Тамара Ханум.
Трудмобилизованных водили на просмотры кинофильмов: «Азамат», «Сын Таджикистана», «Иран», «Насреддин в Бухаре» и «Секретарь райкома».

## Стахановское движение среди трудмобилизованных среднеазиатских рабочих
Среди среднеазиатских рабочих поддерживалось стахановское движение. Так, на Магнитстрое звено казаха Каиба Рахметова за счет рационализации выполнило нормы выработки более, чем на 400 %, став основоположником «рахметовского движения». По методу «рахметовцев» другие бригады вырабатывали 200—300 % нормы. На Кировском заводе бывший колхозник-туркмен А. Джамарат как сверловщик выполнял 150 % нормы на нескольких станках. Ударников труда и стахановцев поощряли не только материально, но и отправкой в Среднюю Азию за продовольствием и теплой одеждой. Не всегда делегаты возвращались. Так из 9 делегатов Кировского завода (Челябинск) из Средней Азии вернулись только пятеро, которые привезли немного продуктов (в основном сухофруктов).

## Обучение трудмобилизованных среднеазиатских рабочих
Трудмобилизованные из Среднеазиатского военного округа на Урале трудоустраивались на подсобные работы, проходили курсы русского языка, а затем обучались рабочим профессиям. Так, в 1943 году на Магнитострое из 2638 рабочих из Средней Азии и Казахстана профессиям (бетонщика, плотника, слесаря, землекопа) обучились 1578 человек (59,8 %). Большинство из них (850 человек) получили профессию землекопа.

## Отношения с местным населением
Среднеазиатские рабочие вызывали у жителей Урала ужас. В отчетах отделов агитации и пропаганды (сохранившихся в челябинском архиве) сообщалось, что среди местного населения распространялись «нелепые слухи о людоедстве приехавших». В воспоминаниях рядовых работников заводов, как правило, фигурирует собирательный образ «узбека в халате», после смерти которого в его карманах (матраце, тюфяке) находят огромную сумму денег.
На местах были случаи, когда среднеазиатские рабочие сталкивались с оскорблениями и избиениями со стороны руководителей. Иногда среднеазиатских рабочих начальники били прямо на рабочих местах. Главный металлург Кировского завода в Челябинске Я. Е. Гольдштейн (в воспоминаниях) писал об узбеках, которых в большом количестве привезли на предприятие для подсобных работ (прежде всего в литейных цехах):

Они плохо понимали сыпавшиеся на них приказы, еще хуже их исполняли, часто становились на колени, складывали руки и начинали молиться. Начальник термообрубной очистки, в чье распоряжение они попали, обращался с ними хуже, чем испанцы с рабами при освоении Америки. За невыполнение работы часто избивал, лишал скудного обеда, хлебного пайка. Узбеки таяли на глазах, многие тут же в цехах умирали…
Среднеазиатские рабочие внесли вклад в улучшение снабжения местного населения продуктами, которые оно не производило. Так, в Челябинске среднеазиатские рабочие ходили по домам, продавая местным жителям сухофрукты и орехи.
Посредниками в общении со среднеазиатскими рабочими были местные татары. В частности, в Ижевске работа с трудмобилизованными узбеками велась через татарских рабочих, которые могли говорить по-узбекски.
Были случаи, когда трудмобилизованные работали вместе с местным населением. В частности, Чжен Ин-су, работавший на лесоповале в Алтайском крае, писал:

Валили лес в основном местные жители, большинство из которых были женщины. Среди них были и подростки…

## Протестное движение среднеазиатских рабочих
В отличие от мобилизации 1916 года в 1942—1944 годах среднеазиатские призывники предпочитали пассивные формы протеста. В частности, широко практиковалось дезертирство с объектов. Так, из Челябинской области к 31 декабря 1943 года бежали 28,3 % трудмобилизованных из Среднеазиатского военного округа. Показатель по дезертирству был выше, чем у трудмобилизованных советских немцев. В частности, в 1943 году с «Челябинскуголь» из 15 471 присланных туда советских немцев бежал 2851 человек (18,4 %). На отдельных объектах дезертирство среднеазиатских рабочих было повальным. Например, с угольных шахт поселка Домбаровка из 300 работников-узбеков бежали 205 человек. Причины дезертирства были часто связаны с плохим обеспечение одеждой и обувью. Так один из откатчиков «Домбаршахтстроя» (из числа среднеазиатских рабочих) 1893 года рождения, привезенный в Чкаловскую область в конце 1943 года заявил военному трибуналу войск НКВД СССР по Чкаловской области, что бежал, так как одежда и обувь у него порвались, а питания не хватало. За дезертирство ему дали 5 лет лишения свободы.
Побеги (в том числе массовые) имели место также среди трудмобилизованных, работавших в Средней Азии. В приказе от 12 июля 1943 года по СУ № 2 ОСМЧ «Строитель» (строительство металлургического завода в Беговате) описывалось дезертирство: «начальники колонн, командиры отрядов, в обязанности которых входит постоянно бывать с трудармейцами, даже не знают, когда целые взводы у них внезапно исчезают».
В целом в годы войны дезертирство с предприятий было частым явлением, с которым власти не могли справиться. Формально за самовольный уход с работы по Указу Президиума Верховного Совета СССР от 26 декабря 1941 года полагалось до 5 - 8 лет лишения свободы. Борьба с самовольным уходом велась, но оказалась неэффективной: подавляющее большинство (до 70 - 90 %) самовольно ушедших с предприятий было осуждено заочно, причем милицейский розыск позволил вернуть лишь 4 - 5 % осужденных.
Кроме того, самовольный уход часто квалифицировался не по Указу Президиума Верховного совета СССР от 26 декабря 1941 года, а по более мягкому Указу Президиума Верховного Совета СССР от 26 июня 1940 года, и карался не лишением свободы, а исправительно-трудовыми работами с удержанием части заработка. Причем эти работы фактически были исполнением осужденным своих прежних должностных обязанностей с удержанием части заработка. Ведь Указ Президиума Верховного Совета СССР от 26 июня 1940 года исключил такую меру наказания за прогул как увольнение с работы. Об этой практике было известно. Так, передовая статья «Правды» от 27 сентября 1942 года критиковала работника Лысьвенского завода Харина, который прогулял 20 дней и получил за это 6 месяцев исправительно-трудовых работ с удержанием 25 % заработка:

Он предпочел в это время торговать грибами на рынке. Все попытки привлечь Харина к ответственности как дезертира ни к чему не привели. Поскольку из города он не уехал, как разъясняли в прокуратуре, он не дезертир, будем судить его как прогульщика… Для злостного прогульщика такой приговор — пустяк. Можно ли так в военное время относиться к дезертирам трудового фронта? Конечно, нет!
Незначительность наказания за уход с предприятия по сравнению с тем заработком, который прогул давал, признавалась работниками. В отчете отдела кадров Краснокамского городского комитета ВКП(б) за I полугодие 1942 года мотивация таких прогульщиков описана следующим образом:

Эти люди говорят, что для меня ничего не значит, если я прогуляю 10—15 дней: мне дадут 3—4 месяца, а я привезу на две-три тысячи
Постановлением Совета народных комиссаров СССР от 29 июня 1944 года была инициирована кампания по борьбе с дезертирством работников, в рамках которой партийные комитеты отчитывались. В итоге число осужденных по Указу Президиума Верховного Совета СССР от 26 декабря 1941 года, отбывающих наказание в ГУЛАГе составило:
- На 1 января 1943 года — 27541 чел.;
- На 1 января 1944 года — 75599 чел.;
- На 1 января 1945 года — 183321 чел.

Количество заочно осужденных дезертиров с предприятий было еще больше. В сопроводительной записке 1944 года к проекту постановления об амнистии Вячеслав Молотов сообщал:

…за последнее время на предприятия военной промышленности возвращается значительное число рабочих (и в их числе квалифицированные рабочие кадры), дезертировавших в 1943—1944 гг. и которые как дезертиры должны отбывать наказания не на данном заводе, а в общих местах заключения. Применение амнистии даст возможность возвратить промышленности обученные кадры в значительном количестве, так как по данным НКЮ в настоящее время имеется более 200 тыс. заочно осужденных дезертиров с военных предприятий, которые до сего времени еще не разысканы
В итоге Указ Президиума Верховного Совета СССР от 30 декабря 1944 года «Об амнистии лицам, самовольно
ушедшим с предприятий военной промышленности и добровольно возвратившимся на эти предприятия» освобождал от уголовной ответственности всех, кто до 15 февраля 1945 года вернется на свои предприятия.
Практиковалась такая форма протеста как подача жалоб — в том числе властям Среднеазиатских республик. Так, работавшие на строительном объекте № 24 Народного комиссариата путей сообщения (Челябинская область) рабочие-туркмены подали жалобу на имя Председателя Президиума Верховного совета Туркменской ССР, в которой сообщали, что с ними грубо обращается администрация.
Беглые среднеазиатские рабочие садились в товарные эшелоны, часто не зная маршрута их движения. Были случаи, когда в пустых товарных вагонах находили трупы среднеазиатских дезертиров.
Побеги также имели место среди мобилизованных, трудившихся в пределах территории Среднеазиатского военного округа. В приказе от 12 июля 1943 года по СУ № 2 ОСМЧ «Строитель» (Беговат, строительство металлургического завода), сообщалось о дезертирстве, причем отмечалось следующее:

...начальники колонн, командиры отрядов, в обязанности которых входит постоянно бывать с трудармейцами, даже не знают, когда целые взводы у них внезапно исчезают...
Помимо побегов формой протеста была забастовка. В январе 1944 года в Коми АССР трудмобилизованные корейцы устроили забастовку: в течение двух дней до 200 человек не выходили на работу, протестуя против жилищно-бытовых условий. Забастовка была прекращена после того, как власти арестовали 7 ее руководителей.
В целом среднеазиатские рабочие вели себя очень законопослушно, практически не совершая преступлений, влекущих лишение свободы. Так, на 31 декабря 1943 года выбыли по причине уголовного преследования только 24 трудмобилизованных из Среднеазиатского военного округа, трудившихся в Челябинской области. Вопросы о злоупотреблениях, допущенных в отношении среднеазиатских рабочих рассматривались на заседаниях партийных органов Урала в 1943—1944 годах, отдельные руководители были привлечены к партийной ответственности.
Были случаи, когда руководителей привлекали к уголовной ответственности. Так, сохранился отчет о том, как в Тавде и Алапаевске ряд руководителей (секретарь райкома, начальник лесокомбината и другие) был снят с должности и осужден на сроки от 2 до 10 лет, причем подчеркивалось (в сопроводительной записке к отчету):

…суровые меры доказывают, насколько серьезно относится Свердловский обком к жизни и деятельности рабочих среднеазиатских национальностей, строго без малейших колебаний проводя национальную политику большевистской партии в военное время

## Религиозная практика среднеазиатских рабочих
Подавляющее большинство среднеазиатских рабочих исповедовало ислам. В СССР (тем более в Средней Азии) массовые гонения на ислам начались позже, чем на православие. Поэтому атеизация Средней Азии фактически только началась. В 1941 году в связи с началом Великой Отечественной войны централизованные гонения на религиозные организации и атеистическая пропаганда были ослаблены. Поэтому есть косвенные данные о том, что на Урале трудмобилизованные среднеазиатские рабочие соблюдали религиозные обряды. В Москву поступали отчеты о «разлагающей деятельности мулл и басмачей». На почве соблюдения мусульманских обрядов были конфликты между начальством и среднеазиатскими рабочими. Работники администрации были против того, чтобы мусульмане использовали в качестве савана для погребения умерших среднеазиатских рабочих простыни, которых не хватало. Среднеазиатские рабочие отказывались от казенной пищи, опасаясь, что в ней содержится свинина. Иногда среднеазиатским рабочим помогали читать намаз представители местных мусульман.
Р. Г. Нуриманов вспоминал:

Мой отец Глюм Нуриманович Нуриманов работал слесарем механического цеха… Он был человеком глубоко религиозным: держал уразу, тайно читал намаз. Ему доводилось общаться с мусульманами из Средней Азии, которые работали на предприятии. Помню, как-то к нам домой пришел узбек, он приготовил замечательный плов, угощал нас сухофруктами. Вместе с отцом они разговаривали о вере, молились

## В художественной литературе
Упоминание о среднеазиатских рабочих в художественной литературе появляются уже в 1943 году. Писатель Л. В. Никулин в книге «Люди Южного Урала» (вышла в 1943 году), описывая составы с углем, нефтью и оружием, следовавшие через предгорья Южного Урала на запад, отмечал заслуги среднеазиатских рабочих:

Все это — дело рук человеческих, все это — плоды величественного и благородного труда уральцев, народа немного сумрачного, но лютого в работе и в бою. Бок о бок с ними работают ленинградцы и украинцы, киргизы и казахи, грузины и татары — командиры и бойцы рядового фронта…
Таджикский писатель Фатех Ниязи в романе «Солдаты без оружия» (1982 год) описывает прибытие на работы на Урал (в вымышленную Белогорскую область) негодных в силу возраста или увечья к военной службе крестьян и рабочих из Таджикской ССР. Этими трудармейцами руководил бывший секретарь городского комитета партии политрук Ориф Олимов. под его руководством они строили военный завод. Фатех Ниязи собирал в Свердловске материал для этой книги.

## Память
- В 1980-х годах на кладбище Невьянска была установлена металлическая стела с надписью[113]: «Здесь похоронены участники трудового фронта Великой Отечественной войны из Узбекской, Киргизской и др. республик Союза ССР».
- В екатеринбургском жилом районе Уралмаш было зафиксировано высказывание, что аббревиатура УЗТМ расшифровывается: «узбек, здесь твоя могила» (в память о высокой смертности среднеазиатских рабочих)[219];
- По словам журналиста Сергея Молокова в 2020 году в Серове сохранились отгороженный узкий проход на перекидном пешеходном мосту, по которому пропускали среднеазиатских рабочих на Почтовый ящик № 76, и название «азиатская проходная»[220].